# 日本航空123便墜落事故
日本航空123便墜落事故（にほんこうくう123びんついらくじこ）は、1985年（昭和60年）8月12日（月曜日）に日本航空123便（ボーイング747SR-100）が群馬県多野郡上野村の高天原山山中（御巣鷹の尾根）ヘ墜落した航空事故。日航ジャンボ機墜落事故やジャンボジェット機墜落事故とも呼称される。死者520名という日本では史上最悪の航空事故で、単独機の事故としても世界史上最悪の航空事故となっている。
原因は、製造元のアメリカ・ボーイング社による機体尾部修理不良と設計上の欠陥で、特に機体修理中に使用されたリベットの留め方が不適切だったことが明らかになった。本件事故やその後2000年代にJALグループが起こした安全上の不祥事がきっかけで国土交通省から事業改善命令が出され安全啓発センターが設置されるなど、航空安全および事故対策強化を求める動きを引き起こした。現在でも本件事故は航空安全の重要な教訓とされている。

## 概要
123便は東京国際空港（羽田空港）発大阪国際空港（伊丹空港）行定期旅客便で、事故当日の18時12分に定刻より12分遅れて羽田を離陸した。伊豆半島南部の東岸上空に差し掛かる頃の18時24分35.70秒において、約11tの前向き外力が作用し、機体後部の圧力隔壁が破損、垂直尾翼と補助動力装置が脱落し油圧操縦システムを全喪失して操縦不能に陥り迷走飛行を続け、18時56分23.4秒ごろに後向き約0.14Gの衝撃が加わって右側第3、第4エンジンの出力が異常な速さで低下し、18時56分28秒ごろ群馬県多野郡上野村の高天原山の尾根（標高1,565メートル、通称御巣鷹の尾根）に墜落した。
前述の通り乗客乗員524名のうち520名が死亡、生存者は4名で、日本史上最悪の航空事故である（単独機の事故だけを考慮すると世界最悪の航空事故。複合機を含む航空事故も含めると、世界最悪の1977年3月のテネリフェ空港ジャンボ機衝突事故（死者数583名）に次ぎ世界史上2番目の死者を出した）。また本事故は2024年に羽田空港地上衝突事故が起きるまでは、日本航空としては最後の機体全損事故であった。
夕方のラッシュ時とお盆の帰省ラッシュが重なったことなどにより、著名人を含む多くの犠牲者を出し、社会全体に大きな衝撃を与えた。特に本件事故を指して『日航機墜落事故』『日航ジャンボ機墜落事故』と呼ばれる場合もある。
1987年（昭和62年）6月19日、運輸省航空事故調査委員会（以下、事故調）は事故調査報告書を公表した。本件事故から7年前の1978年（昭和53年）6月2日に伊丹空港で起こした「しりもち事故」後の、ボーイングによる圧力隔壁の不適切な修理による破損が事故原因と推定されている。
事故原因を巡っては様々な疑問点や異説が提起されていたため、事故調の後身に当たる運輸安全委員会（JTSB）は報告書公表より24年後の2011年（平成23年）7月29日、事故調査報告書解説書を公表した。

## 事故機に関する情報
123便に使用されたボーイング747SR-46（機体記号：JA8119、製造番号：20783）は、1974年（昭和49年）1月30日に製造され、1985年（昭和60年）8月19日付で登録抹消された。総飛行時間は25,030時間18分で、総飛行回数は18,835回であった。

### しりもち事故
1978年（昭和53年）6月2日（金曜日）、当該のJA8119日本航空115便が大阪伊丹空港着陸の際に機体尾部を滑走路面に接触させた事故。修理後から本事故までの飛行時間は16,195時間59分で、飛行回数は12,319回であった。

### 事故前の不具合
事故直前の1985年（昭和60年）2月 - 本事故までの間、JA8119は客室後部の化粧室ドアの不具合が28件発生し、うち20件はグアム便（伊丹 - グアム線）で発生している。原因は、客室後部のコートルームに客室サービス用品を置いていたためで、コートルーム棚下への搭載禁止徹底により不具合は解消した。しかし事故調は、前述のしりもち事故によって生じた機体の歪みによって不具合が発生した可能性は否定できないとしている。また、123便の前の便に搭乗していた客からは（366便・福岡→羽田）、床下から「ギシギシ」「ガタガタ」と音がしたという証言が入っている。

### 運航乗務員
- 機長（CAP）：高濱 雅己（たかはま まさみ、49歳。宮崎県出身）・運航部門指導教官
  - JAL入社年月日：1966年（昭和41年）12月1日
    - 海上自衛隊（担当操縦教官は3等海佐の杉野計雄・元大日本帝国海軍飛行兵曹長）から富士航空・日本国内航空を経てJALに入社[18][19]

  - 総飛行時間：12,423時間41分（うちB747、4,842時間22分）
  - B747以外の保有運行資格：YS-11、B727、DC-8
  - 当日の動き：最初のフライトで、副操縦士席で副操縦士の指導や無線交信などを担当[報告書 5]。
- 副操縦士（COP）：佐々木 祐（ささき ゆたか、39歳。熊本県出身）・B747における機長昇格訓練生
  - JAL入社年月日：1970年（昭和45年）4月18日
  - 総飛行時間：3,963時間34分（うちB747、2,665時間30分）
  - B747以外の保有運行資格：DC-8（機長としても乗務していた）
  - 当日の動き：別の機に乗務してからJA8119へ乗換、訓練のため機長席に座り、操縦とクルーへの指示を担当[報告書 5]。
- 航空機関士（F/E）：福田 博（ふくだ ひろし、46歳。山梨県出身）・エンジニア部門教官
  - JAL入社年月日：1957年（昭和32年）4月1日
  - 総飛行時間：9,831時間3分（うちB747、3,846時間31分）
  - B747以外の保有運行資格：DC-6、B727、DC-8
  - 当日の動き：羽田-福岡線363、366便からJA8119に乗務[報告書 5]。

通常操縦席は機長が進行方向左席、副操縦士は右席へ着席するが、当日は副操縦士機長昇格訓練を実施していたことから着席位置が逆であった。
運行乗務員3名には、事故後に国際定期航空操縦士協会連合会（IFALPA）よりポラリス賞が授与された。

### 客室乗務員
チーフパーサー（波多野 純PRU）は39歳で、1969年（昭和44年）10月18日に入社。総飛行時間は10,225時間33分であった。他に11名の女性客室乗務員が乗務していた。

## 事故経過

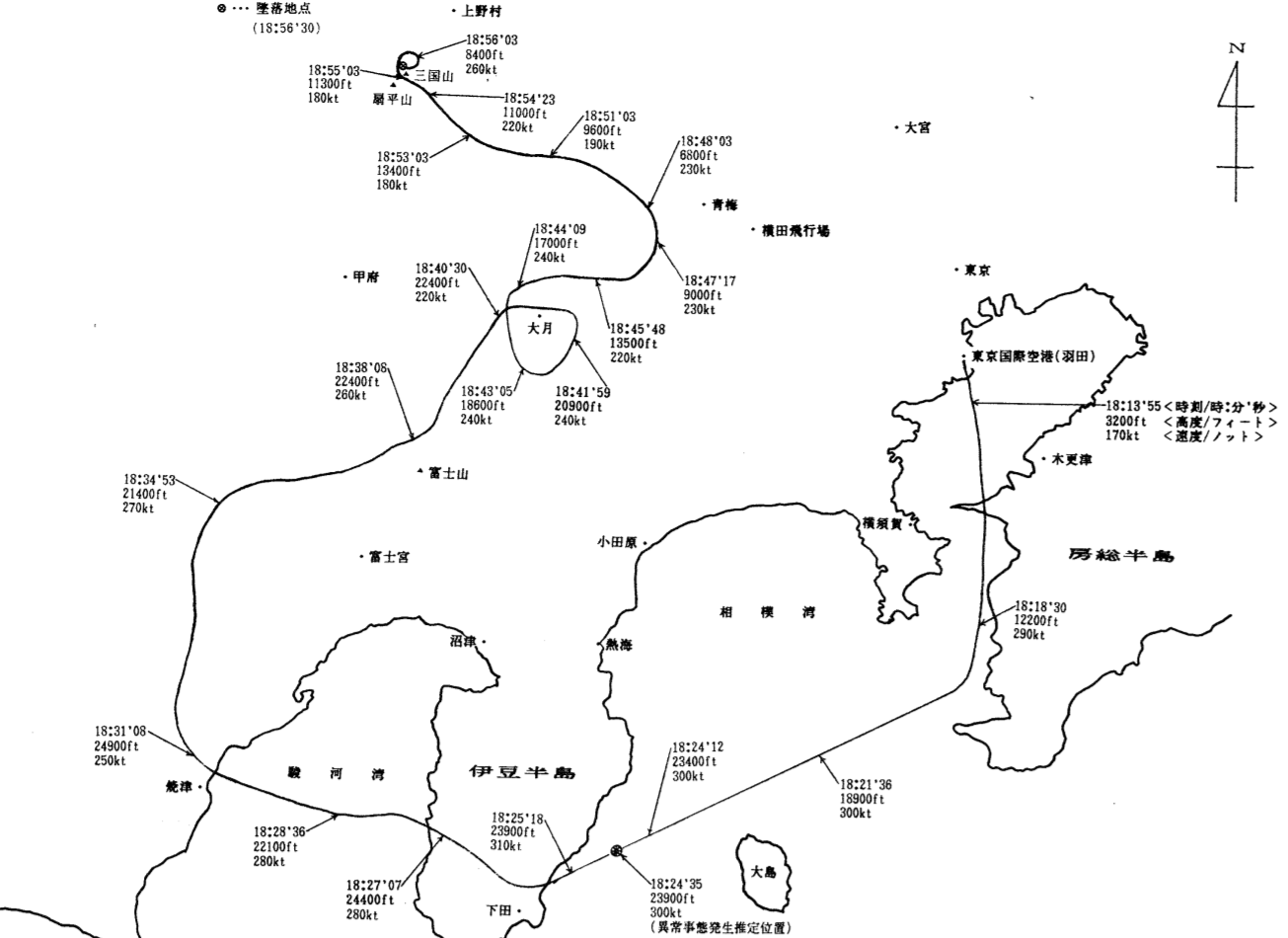
事故調査委員会の報告書を基にした123便の飛行経過。記載されているのは上から順に各地点での時刻、飛行高度（フィート）、対気速度（ノット）。

### 飛行計画
JAL123便として羽田空港を18時00分に出発、離陸後は南西に進んだのち伊豆大島から西に巡航、和歌山県東牟婁郡串本町上空で北西に旋回、伊丹空港には18時56分に到着する予定であった。
使用されたJA8119の当日の運航予定は、
- 503・504便で羽田 - 千歳線1往復
- 363・366便で羽田 - 福岡線1往復
- 123・130便で羽田 - 伊丹線1往復

12日朝から5回目のフライト。伊丹到着後に折返し130便として伊丹発羽田行の最終便を運航する予定であったため、燃料は3時間15分程度の飛行が可能な量を搭載していた。
搭乗にはボーディング・ブリッジを使用せず、地上からタラップで搭乗した。
18時04分、乗客乗員524人を乗せたJA8119はJAL123便として定刻より4分遅れで羽田空港18番スポットを離れ、18時12分に滑走路15L（旧C滑走路）から離陸した。

### 緊急事態発生後の客室内の様子
CVRや生存者の非番女性客室乗務員の証言によれば、客室内は次のような状況であった。
客室では衝撃音が響いた直後、各座席に酸素マスクが下り、プリレコーデッド・アナウンスが流れた。乗客は客室乗務員の指示に従って酸素マスクとシートベルトの着用と、タバコを消す非常時の対応を行った。
生存者によれば『パーン』という音と同時に白い霧のようなものが出たが、酸素マスクを着けて前を見たときには霧のようなものは既になかった。霧は数秒で消えた。爆発音発生直後の機内の乗客はパニックした様子はなく、まだ何とかなるんじゃないか、という雰囲気であった」という。
酸素が切れた頃より、機体揺れが大きくなり、客室乗務員も立っていられないほどとなった。18時47分以降は、緊急着陸（着水）に備え救命胴衣着用が指示された。その後、乗客は不時着時の衝撃に備え、前席に両手を重ね合わせて頭部を抱え込むようにし、全身を緊張させる姿勢（不時着時の姿勢）をとった。
客室乗務員は乗客に対し機内アナウンスで「幼児連れの親に子供の抱き方の指示」「身の回りの確認」「予告無しで着陸する場合もある」「地上と交信できている」などと案内していた。事故現場からは殉職した客室乗務員が書いた「不時着後の乗客への指示を列挙したメモ」も見つかった。
乗客の中には最期を覚悟し、不安定な機体の中で懸命に家族への遺書を書き残した者が複数いた。これらの遺書の一部は事故現場から発見された。
また、事故現場からはコンパクトカメラも見付かり、事故発生時の機内の様子を撮影していたことが分かった。現像された写真は警察が刑事事件の証拠資料として保存していたが、公訴時効成立後に遺族へ返還され、遺族が公開した。
2014年（平成26年）8月12日にフジテレビジョンで放送された特番で紹介された生存女性（夫・長男・長女・次女と搭乗し本人と長女が生還）の手記によると、乗客の何人かは失神状態だったという。

### 操縦室音声記録装置（CVR）による概要
事故後回収された操縦室音声記録装置（CVR）には、18時24分12秒 - 56分28秒までの32分16秒間の音声が残されていた。下記はその内マスコミへ流出したカセットテープに記録されたもので、123便と東京航空交通管制部、東京進入管制所、横田基地などとの交信の概要。
- 東京コントロール（東京ACC） - 東京航空交通管制部（所在地：埼玉県所沢市）
- 東京アプローチ（東京APC） - 東京進入管制所（所在地：羽田空港）
- YOKOTA APPROACH CONTROL（横田管制） - （所在地：横田基地）

カセットテープの最初の音声は、操縦席と客室乗務員とのやり取り。
18時24分35秒頃
伊豆半島南部の東岸上空（静岡県賀茂郡河津町付近）を巡航高度24,000フィート (7,300 m)へ向け上昇中、23,900フィートを通過したところで衝撃音が発生し、客室高度警報音が1秒間に3回鳴動した。続いて機長が「まずい、何か爆発したぞ」と発言。直後にオートパイロットが解除され機体（エンジン、ランディング・ギアなどの表示）の点検が行われ、4つのエンジン、ランディング・ギア等に異常がなかったが、航空機関士が「ハイドロプレッシャー（油圧機器の作動油の圧力）を見ませんか」と提案する。
24分47秒
JAL123便が緊急救難信号「スコーク7700」の無線信号を発信、信号は東京ACCに受信された。
25分
機長は東京航空交通管制部に羽田へ引返すことを要求した。無線交信の後、機長が副操縦士に対し「バンク（傾き）そんなに取るなマニュアル（手動操縦）だから」「（バンクを）戻せ」と指示。しかし、副操縦士は「戻らない」と返答した。その際、航空機関士が油圧が異常に低下していることに気づいた。この時機体は、垂直尾翼は垂直安定板の下半分のみを残して破壊され、補助動力装置も喪失、油圧操縦システムの4系統全てに損傷が及んだ結果、操縦システムに必要な作動油が全て流出し、油圧を使用したエレベーター（昇降舵）やエルロン（補助翼）の操舵が不能になった。
25分21秒
123便機長がトラブル発生連絡とともに、羽田空港への帰還と22,000フィート (6,700 m)への降下を無線で要求し、東京ACCはこれを了承。JAL123便は伊豆大島へのレーダー誘導を要求した。管制部は、右左どちらへの旋回をするか尋ねると、機長は右旋回を希望した。羽田空港は緊急着陸を迎え入れる準備に入った。123便の機体が大きく右に傾き、旋回を始めた。
26分54秒
チーフパーサーは全客室乗務員に対し、機内アナウンスで酸素ボトル用意を指示した。機体は、右旋回を意図せずに終え、異常な飛行を始めた。
27分
異常発生から僅か3分足らず、ここで初めてハイドロプレッシャーオールロス（油圧すべて喪失）が確認され、航空機関士が機長らに「ハイドロプレッシャーオールロス」と告げた。
機長らは異常発生直後から墜落まで、操縦不能となった理由を把握できていない模様であった。油圧系統全滅を認識しながらも油圧での操縦を試みていた。同じ頃、客室の気圧が減少していることを示す警報音が鳴っているため、とにかく低空へ降下しようとした。しかし、既にほとんど機体のコントロールができなくなり、羽田への帰路から大きく外れ、北西方向へ飛行し、フゴイド運動やダッチロールが生じ、ピッチングとヨーイング、ローリングを繰り返した。DFDRには機首上げ角度20度 - 機首下げ15度、機体の傾き右60度 - 左50度の動きが記録されていた。
27分2秒
東京ACCが123便に緊急事態を宣言するか確認し、123便より宣言が出された。続いて123便に対してどのような緊急事態かを尋ねたが、応答はなかった。しかし、ACCは問い続けなかったが、東京ACCはJAL本社へ123便が緊急信号を発信していることを知らせていた。
28分31秒
東京ACCは123便に真東へ向かうよう指示するが、機長は「But Now Uncontrol（しかし現在操縦不能）」と応答。東京ACCは、この際初めて123便が操縦不能に陥っていることを知る。管制室スピーカーがONにされ、123便とのやり取りが管制室全体に共有される。
31分2秒
東京ACCからの降下可能かの問いに対し、123便はフゴイド運動の降下周期に突入していたため、降下中と回答。東京ACCは羽田空港より近く、旋回の必要も最低限で済む愛知県西春日井郡豊山町の名古屋空港へ緊急着陸を提案するが、123便は着陸後の措置の手厚さなどの理由から羽田へ戻ることを希望する。航空機と地上との無線交信は原則英語で行われており、これまでの交信も全て英語であったが管制部は123便の機長負担を考え「これから日本語で話していただいて結構ですから」と母語である日本語の使用を許可。以後123便とは、ほとんど日本語で交信された。
31分40秒
航空機関士に対し客室乗務員から客室収納スペースが破損したと報告が入る。33分、航空機関士が緊急降下（エマージェンシー・ディセンド）と酸素マスク着用を提案、35分、羽田空港にあるJALのオペレーションセンターとの交信では航空機関士が「R5（機体右側最後部）のドアがブロークン（破損）しました」と連絡している。
33分頃
JALはカンパニーラジオ（社内無線）で123便に交信を求める。
35分33秒
123便からR5ドアが破損したとの連絡があった後、その時点で緊急降下しているので、後ほど呼び出すまで無線を聴取するよう求められ、JALは了承した。
37分
機長がディセンド（降下）を指示するが機首は1,000m余りの上昇や降下を繰り返すなど、不安定な飛行を続けた。38分頃、これを回避するためにランディング・ギアを降ろそうとするが、油圧喪失のため降ろせなかった。
40分
航空機関士の提案で、バックアップシステムである電気系統を用いてランディング・ギアを降ろした。機体は富士山東麓を北上し、山梨県大月市上空で急な右旋回をしながら、高度22,000フィート (6,700 m)より6,000フィート (1,800 m)へと降下。その後、羽田方面に向かうものの、左旋回して群馬県南西部の山岳地帯へと向かい始める。機体はロール軸の振幅が縮小して多少安定した。
40分44秒
東京ACCが、123便と他機との交信を分けるため専用無線交信周波数を割当て、123便に周波数変更を求めたが、応答はなかった。
41分54秒
逆に123便を除く全機に対してその周波数に変更するよう求め、交信は指示があるまで避けるように求めた。だが一部航空機は通常周波数で交信を続けたため、管制部は交信をする機に個別で指示し続けた。
45分36秒
航空無線を傍受していた横田基地が123便支援に乗り出し、英語で123便にアメリカ空軍が用意した周波数に変更するよう求めたが、123便からは「Japan Air 123、Uncontrollable（JAL123便、操縦不能）」と応答した。東京ACCが「羽田にコンタクトしますか（東京APCと交信するか）」と123便に尋ねるが、123便は「このままでお願いします」と応答した。
46分
機長が「これは駄目かも分からんね」と発言。やがて機体は山岳地帯上空へと迷走して行く。47分頃からは彼らの中でも会話が頻繁となり、焦りが見え始めていた。右、左との方向転換が繰返し指示される中で、操縦している副操縦士に対して機長が「山にぶつかるぞ」と叫ぶなど、緊迫した会話が数回記録されている。この時機体は6,000フィート (1,800 m)前後をさまよっていた。48分頃には航空機関士が、操縦する副操縦士に「がんばれ」と励ますとともに、度々副操縦士の補助をしていた様子が記録されている。機長の機首下げの指示に対して副操縦士は「今舵いっぱい」と返答している。
47分10秒
123便は千葉県木更津市のレーダーサイトに誘導するよう求め、東京ACCは真東へ進むよう指示し「操縦可能か」と尋ねるが、123便は「アンコントローラブル（操縦不能）」と応答した。この時、東京ACC管制官は123便との交信中に「ああっ」という叫び声を聞いたとされる。
49分
機首が39度に上がり、速度は108ノット (200 km/h)まで落ちて失速警報装置が作動した。この頃より機体安定感が崩れ、何度も機首上げ下げを繰返した。この間、機長が「あー駄目だ。ストール（失速する）」と発言するまでに追い詰められながらも、諦めることなく「マックパワー（最大出力）、マックパワー、マックパワー」などと指示していた。
49分
JALがカンパニーラジオで3分間呼出しを行ったが、応答はなかった。
50分
「スピードが出てます スピードが」と困惑する副操縦士に機長が「どーんといこうや」と激励の発言。機長の「頭下げろ、がんばれがんばれ」に対して副操縦士は「今コントロールいっぱいです」と叫んでいる。機長が「パワーでピッチはコントロールしないとだめ」と指示。エンジン推力により高度を変化させる操縦を始めたと思われるが、左右の出力差で方向を変えた形跡は見当たらなかった。速度が頻繁に変化し不安定な飛行が続いたため、副操縦士が速度に関して頻繁に報告をしている。
51分
依然として続くフゴイド運動を抑えるために電動でフラップが出され、53分頃から機体が安定し始めた。
53分30秒
東京ACCが123便に交信を求めるが、123便は「アンコントロール（操縦不能）」と応答。横田管制は「横田基地が緊急着陸の受け入れ準備に入っている」と通知。53分45秒、東京ACCが「周波数119.7に変えて下さい」と、東京APCの無線周波数へ変更するよう求め、123便は了承した。
54分
クルーは現在地を見失い、航空機関士が羽田に現在地を尋ね、埼玉県熊谷市から25マイル (40 km)西の地点であると告げられる。その間、暫く安定していた機体機首が再度上がり、速度が180ノット (330 km/h)まで落ちた。出力と操縦桿操作で機首下げを試みたが機首は下がらなかった。
54分25秒
123便は東京APCに現在地を尋ね「羽田から55マイル (89 km)北西で、熊谷市から25マイル (40 km)西」と知らされた。
55分01秒
機長は副操縦士に「フラップ降りるね？」と尋ね、副操縦士は「はいフラップ10（度下がっている）」と返答し、フラップを出し機体を水平に戻そうとした。
55分5秒
東京APCより123便に対し「日本語にて申上げます」と前置きし「こちら（羽田）の方は、アプローチレディ（approach ready）となっております。尚、横田と調整して横田ランディング（landing）もアベイラブル（available）になっております（羽田・横田共にいつでも緊急着陸可能の意）」と知らせ、航空機関士が「はい了解しました」と応答。これが123便と地上との最後の交信となった。その直後に東京APCが「インテンション（intention）聞かせて下さい」と、123便に今後の意向を尋ねたが応答はなかった。その後も東京APCと横田管制が123便に対して呼出しを行ったが、応答はないままであった。
55分12秒
フラップを下げた途端、南西風に煽られて機体は右にそれながら急降下し始める。15秒から機長は機首上げを指示。43秒、機長が「フラップ止めな」と叫ぶまでフラップは最終的に25度まで下がり続けた。45秒に「あーっ！」という叫び声が記録されている。50秒頃、機長の「パワー、フラップ、皆でくっついてちゃ駄目だ」との声に混じって副操縦士が「フラップアップ、フラップアップ」と叫び、すぐさまフラップを引上げたがさらに降下率が上がった。この頃、高度は10,000フィート (3,000 m)を切っていた。
56分00秒頃
機長がパワーとフラップを上げるよう指示するが航空機関士が「上げてます」と返答する。そして機長が航空機関士の発言に対して「ストールするぞ」と言い返した。07秒頃には機首は36度も下がり、ロール角も最大80度を超えた。機長は最後まで「あたま上げろ、あたま上げろ、パワー！」と指示し続けた。
56分7秒頃
僅かに機首を上げて上昇し始めた。
56分14秒
対地接近警報装置（GPWS）が作動し「Sink Rate（降下率が大きい）」という警告音声が流れる。この時点で高度3,000mから1,600mまで降下していた。
56分23秒
直前にはGPWSの「Whoop Whoop」という警報音と「PULL UP（上昇せよ）」という警告音声が交互に繰返し流れる中で、機長の「もうダメだ！」とも聞き取れる叫び声が記録されていた（報告書では機長の発言は「判読不能」とされていた）。右主翼と機体後部が尾根の樹木と接触し、衝撃で第4エンジンが脱落した。この際、機首を上げるためエンジン出力を上げたことと、急降下したことで速度は340ノット (630 km/h)以上に達していた。接触後、水切りのように一度上昇したものの、機体は右主翼がぶつかった影響で、大きく機首を下げ右に傾き始め、その角度は70度にも達した。
56分26秒
機体は傾いたまま右主翼が稜線に激突し、衝撃で右主翼の大部分が大破して僅かに残る垂直尾翼と水平尾翼、第1 - 3エンジンが脱落。この時の衝撃と反動で、右主翼が稜線に引っ掛かる形で機体は前のめりに反転した。
56分28秒
右主翼が稜線に激突した衝撃で電気系統の電源が落ち、フライトレコーダーとボイスレコーダーの記録はここで途絶える。そのまま動力と尾翼を失った機体は高天原山の群馬県側北東の斜面にある尾根に衝突、墜落した。近隣の地震計記録などから、墜落は18時56分30秒頃と推定されている。
最後に記録されている機体の姿勢は、ピッチ角-42.2度、ロール角131.5度、機首方位277.1度、対気速度263.7ノット (488.4 km/h)で、機首を大きく下げほとんど裏返しになったと考えられている。なお、機首方位277.1度に対し、航跡方位は304度と推定されている。
墜落のとき、機体大部分に数百Gの衝撃が加わったことで、機体上部の2階席から機体前部・主翼付近の構造体は一部を除き原形を留めないほど破壊され、離断した両主翼と共に炎上した。このため機長らや前方に座っていた乗客はほぼ即死している。一方で機体客室後部は尾根への激突を免れて分離し、山の稜線を超えて斜面に着地し、樹木を薙ぎ倒しながら尾根斜面を滑落していった。この着地の角度が水平に近かったことや、滑落の際に時間を掛けて減速したため最大の衝撃が小さく、それ以外の部位と比較して軽度の損傷に留まり火災も発生しなかった。これらの要因によって、客室後部の座席に座っていた乗客4名は奇跡的に生還できた。
57分

横田管制は123便に「現在貴機は横田の北西35マイル (56 km) 地点におり、横田基地に最優先で着陸可能」と呼掛け、東京ACCも123便に横田基地に周波数を変更するよう求めたが、この時既に123便は墜落していた。

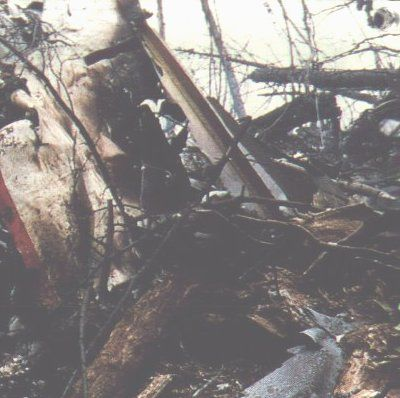
墜落したJA8119の残骸

## 捜索・救難活動
東京航空局東京空港事務所（羽田）は、123便の緊急事態発生を受けて東京救難調整本部（Tokyo RCC）を開設、123便の羽田への緊急着陸体制を整えた。その後、東京管制部のレーダーから消失（18時59分に受領）し、東京救難調整本部は、防衛庁・警察庁・消防庁・海上保安庁などの関係機関に通報（19時03分）し、123便の捜索に当たった。
一方、レーダー消失直後は、まだ同機が低空飛行を続けている可能性も残されていたため、管制や社内無線からの呼びかけも続けられた。

### 百里基地からF-4EJ発進
18時28分頃、千葉県愛宕山の航空自衛隊 中部航空警戒管制団第44警戒群（通称「峯岡山レーダーサイト」）でも、123便緊急事態を表す「スコーク7700」を受信した。直ちに上級部隊である中部航空方面隊に報告され、航空救難で中心的な役割を果たす航空自衛隊の中央救難調整所 (RCC:Rescue Coordination Centre) が活動を開始した。
18時56分、123便が峯岡山レーダーサイトから消えたため当直司令は墜落したと判断。中部航空方面隊司令部に、123便の緊急事態を受信してスクランブル待機中のF-4EJ ファントムIIの発進を提案。19時01分、提案を了承した基地司令の指示で、茨城県東茨城郡小川町（現小美玉市）にある百里基地より第7航空団第305飛行隊のF-4EJ戦闘機2機が発進した。
なお当時百里基地に配備されていた偵察航空隊第501飛行隊のRF-4E偵察機を使用したのではという説があったが、実際には上記の通りアラート任務に着いていたF-4EJ 2機を、スクランブルの手順に従って発進させたものである。これは即時発進させられる準備が整っているのがアラート任務機のみであることによる。

### 米軍輸送機が上空から火災を発見・確認

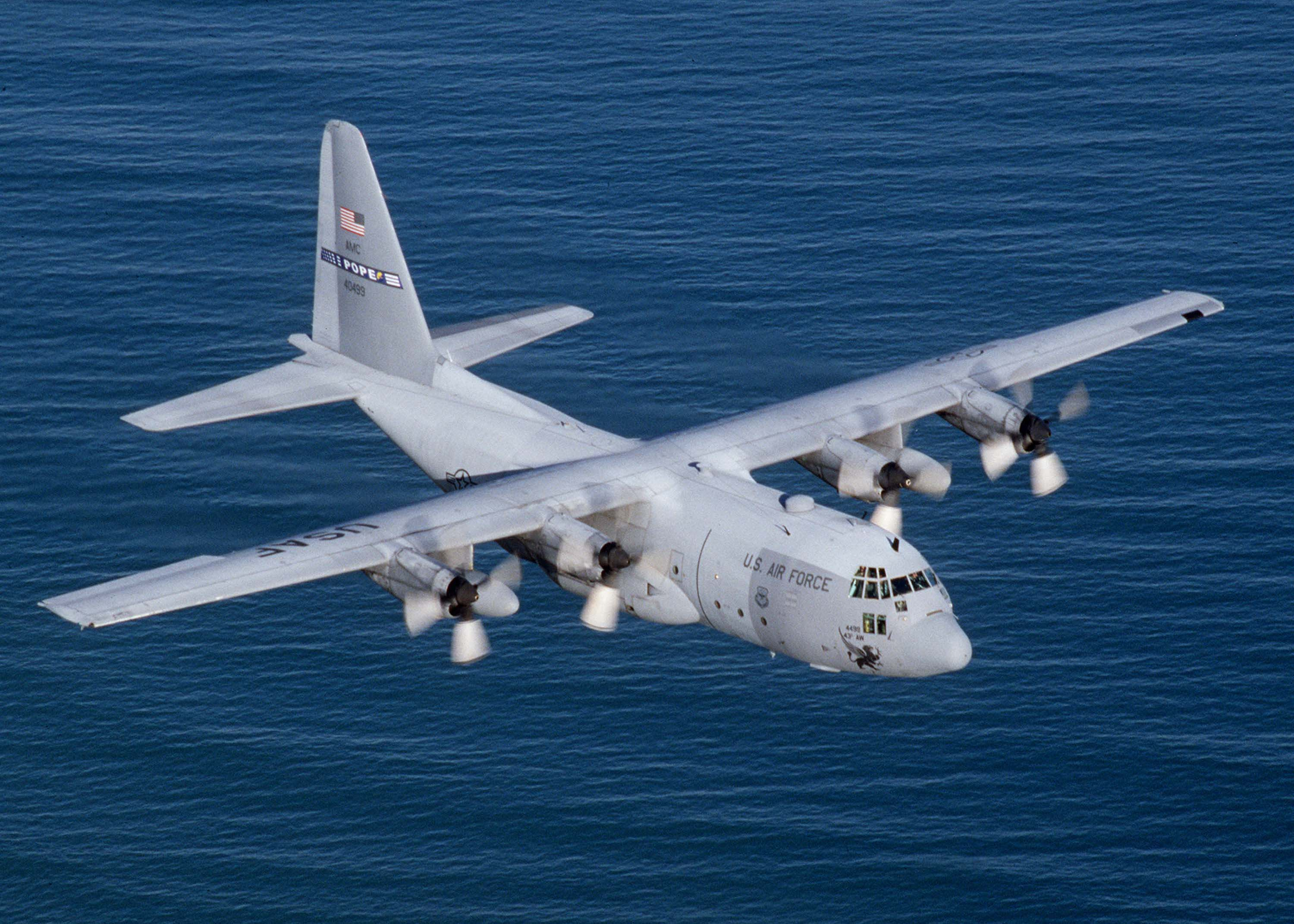
米軍C-130輸送機

19時15分頃、付近を航行していた米空軍のC-130 輸送機が東京都多摩にある横田基地の指令で付近を捜索、現場付近の山中に大きな火災を発見した。C-130は墜落現場上空を旋回し、横田 TACAN（タカン）方位305度・距離34マイル (55 km) を航空自衛隊中央救難調整所に通報した。
19時21分頃、F-4EJ戦闘機2機も墜落現場の火災を発見し、上空位置の横田TACAN方位300度・距離32マイル (51 km) を通報した。

### 航空自衛隊救難隊の出動

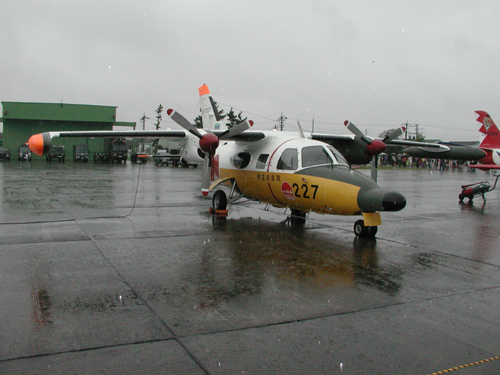
航空自衛隊の救難捜索機MU-2S

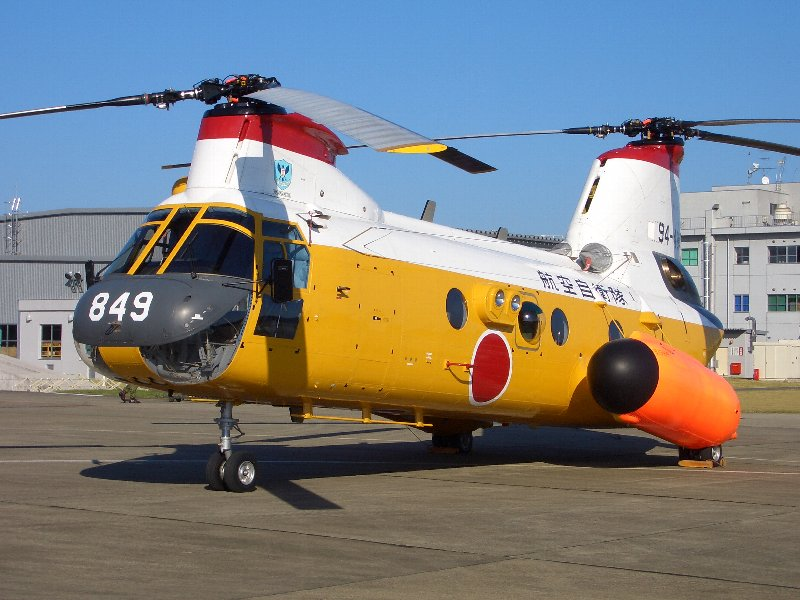
航空自衛隊救難隊のKV-107

19時54分、茨城県の航空自衛隊百里基地所属の救難隊が、MU-2SとKV-107を災害派遣要請がないまま発進。うち後者が20時42分に現場上空に到着した。
事故発生直後、事故現場上空で捜索救難活動を行った上記所属のKV-107に搭乗し、救助活動に携わった元自衛官のメディックが回想録を記している。
救難隊は、2機のヘリコプターを交代で現場に派遣し、救難活動を行った。21時05分ごろ、第2次出動隊は現場に到着し、隊員を降下させる場所を探すため、高高度での偵察を開始した。だが、墜落現場は無数の火柱が合わさって巨大な火炎となり、闇夜の中サーチライトを照射しても、立ち込める黒煙でライトが届かず、地上の様子がわからなかった。22時20分ごろ、中高度まで降下して再度降下地点を探したが、送電線に阻まれ、選定できなかった。23時頃、指揮所から「地上で立ち往生している数十台の消防車両を現場まで誘導せよ」と指示が入ったが、消防車と無線交信ができず、誘導は失敗した。
救難隊が現場上空で救助ができない理由を、以下のように語っている。
13日午前1時、埼玉県の入間基地に帰投していたKV-107が再び現場に到着した。火炎等の状況は2時間前と殆ど変わっておらず、アプローチは困難との判断だったが、現場偵察を続け、アプローチが可能になれば即座に進入できる体制は整えていた。しかし、実際には午前5時の夜明けを過ぎても待機場所である入間基地を飛び立たず、午前6時半にようやく入間基地を発進、現場上空から焼損した尾根付近を目視で生存者の捜索を行った。その後、のちに生存者が発見された菅の沢付近へと近づき、ホイスト降下（ホイストで降下し救難者を吊り上げることが可能）しようとした直後、陸上自衛隊第1空挺団がリペリング降下（戦闘員がロープだけで降下する方法で、吊り上げはできない）するので退去せよとの命令が無線で入り、現場を急遽離脱した。そのため、航空自衛隊救難隊のKV-107は後方支援にまわった。
このときの様子をのちの救難隊救難員の回顧録で以下のように語っている。
墜落後初めてのヘリコプターからの降下は午前8時30分の長野県警機動隊、2番目の降下が午前9時の第1空挺団からとなり、生存者の引き上げも陸上自衛隊のヘリで行っている。
実際の墜落位置：北緯35度59分54秒、東経138度41分49秒（事故調資料）
| 時刻         | 発見者・発表者                      | 報告、活動                                                                 | 計測位置                                          | 墜落地点からの誤差 |
| ------------ | ----------------------------------- | -------------------------------------------------------------------------- | ------------------------------------------------- | ------------------ |
| 18時56分ごろ | 東京救難調整本部 （運輸省航空局）   | レーダー消失地点 18時59分、自衛隊、警察、消防へ通報                        | 羽田方位308度59マイル 北緯36度02分、東経138度41分 | 北3.7km            |
| 18時56分ごろ | 航空自衛隊                          | レーダー（千葉県南房総市愛宕山）消失地点                                   | 横田TACAN 方位302度36マイル                       | 東9.4km            |
| 19時15分     | アメリカ空軍 C-130輸送機            | 火災発見                                                                   | 横田TACAN 方位305度34マイル                       | 北東3km            |
| 19時21分     | 航空自衛隊 F-4EJ戦闘機              | 炎を確認                                                                   | 横田TACAN 方位300度32マイル                       | 南東6km            |
| 20時42分     | 航空自衛隊救難隊 KV-107ヘリコプター | 炎を確認                                                                   | 横田TACAN 方位299度35.5マイル                     | 南西4km            |
| 21時10分     | 朝日新聞社ヘリコプター 「ちよどり」 | 報道取材で現場上空に到着、炎を確認                                         | 羽田方位304度60マイル                             |                    |
| 23時35分     | 朝日新聞社ヘリコプター 「ちよどり」 | 報道取材、自衛隊が運輸省に通報した御座山付近には墜落の形跡がないことを確認 | 羽田方位304度60マイル                             |                    |
| 01時00分     | 航空自衛隊救難隊 KV-107ヘリコプター | 地上の捜索隊（警察）を誘導しようとしたが失敗                               | 入間TACAN 方位291度36.3マイル                     | 南南西2km          |
| 04時39分     | 航空自衛隊救難隊 KV-107ヘリコプター | 上空から墜落現場確認                                                       | 三国山西約3km 扇平山北約1km                       | 南西3km            |
| 05時00分     | 陸上自衛隊 UH-1Bヘリコプター        | 日の出とともに上空から墜落現場確認                                         | 三国山北西約2km                                   | 南南東1km以下      |
| 05時33分     | 航空自衛隊 KV-107ヘリコプター       | 上空から墜落現場確認                                                       | 三国峠方位340度3km                                | 北北東1km          |
| 05時37分     | 長野県警察 ヘリコプター             | 上空から墜落現場確認                                                       |                                                   |                    |
| 08時30分     | 長野県警察 ヘリコプター             | 墜落現場に機動隊員2名ラペリング降下                                        |                                                   |                    |
| 09時00分     | 陸上自衛隊 ヘリコプター             | 墜落現場に空挺団員降下：陸路で捜索隊到着                                   |                                                   |                    |

### 陸上からの救難活動の遅れ

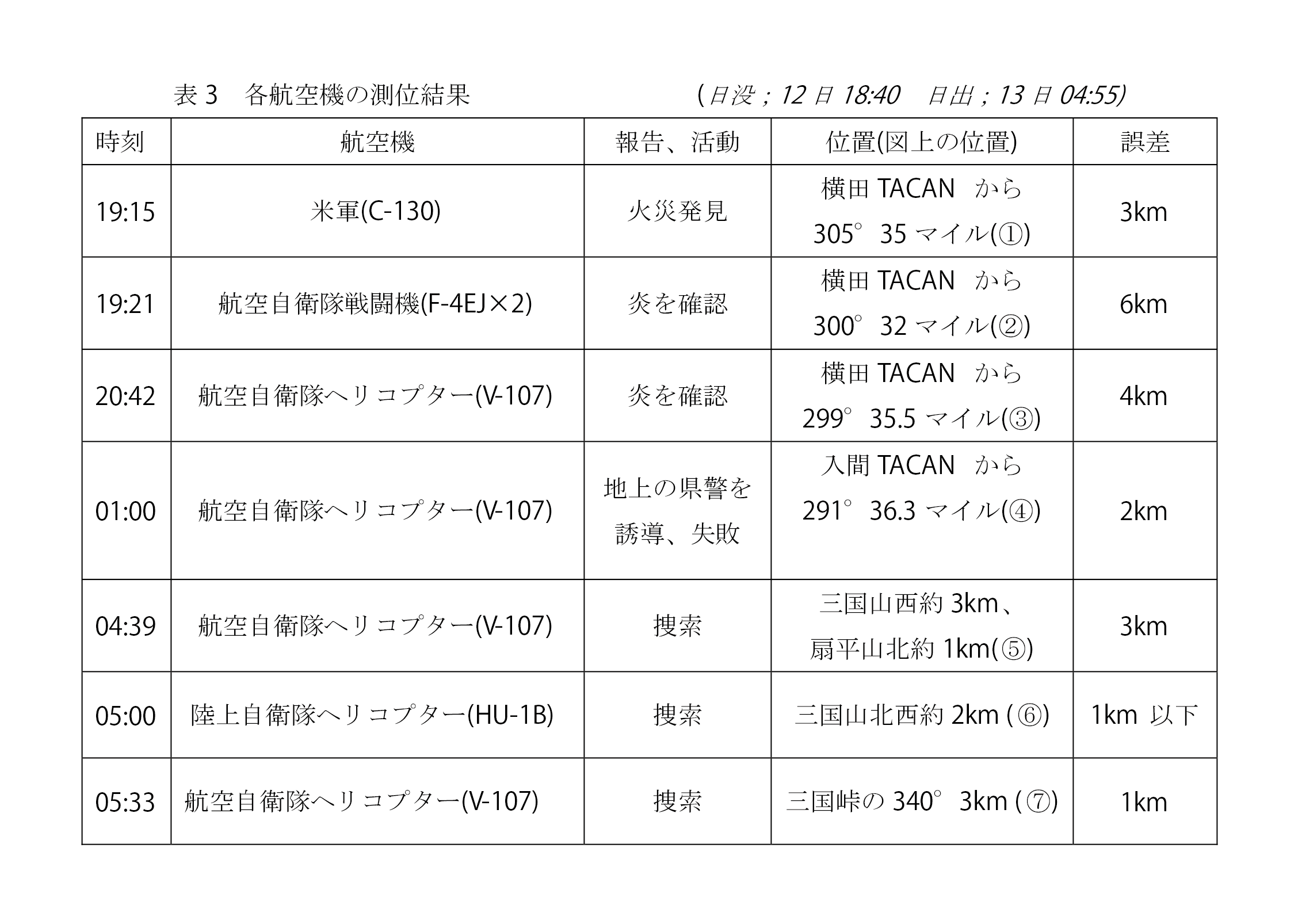
事故調の各航空機による墜落場所測位結果

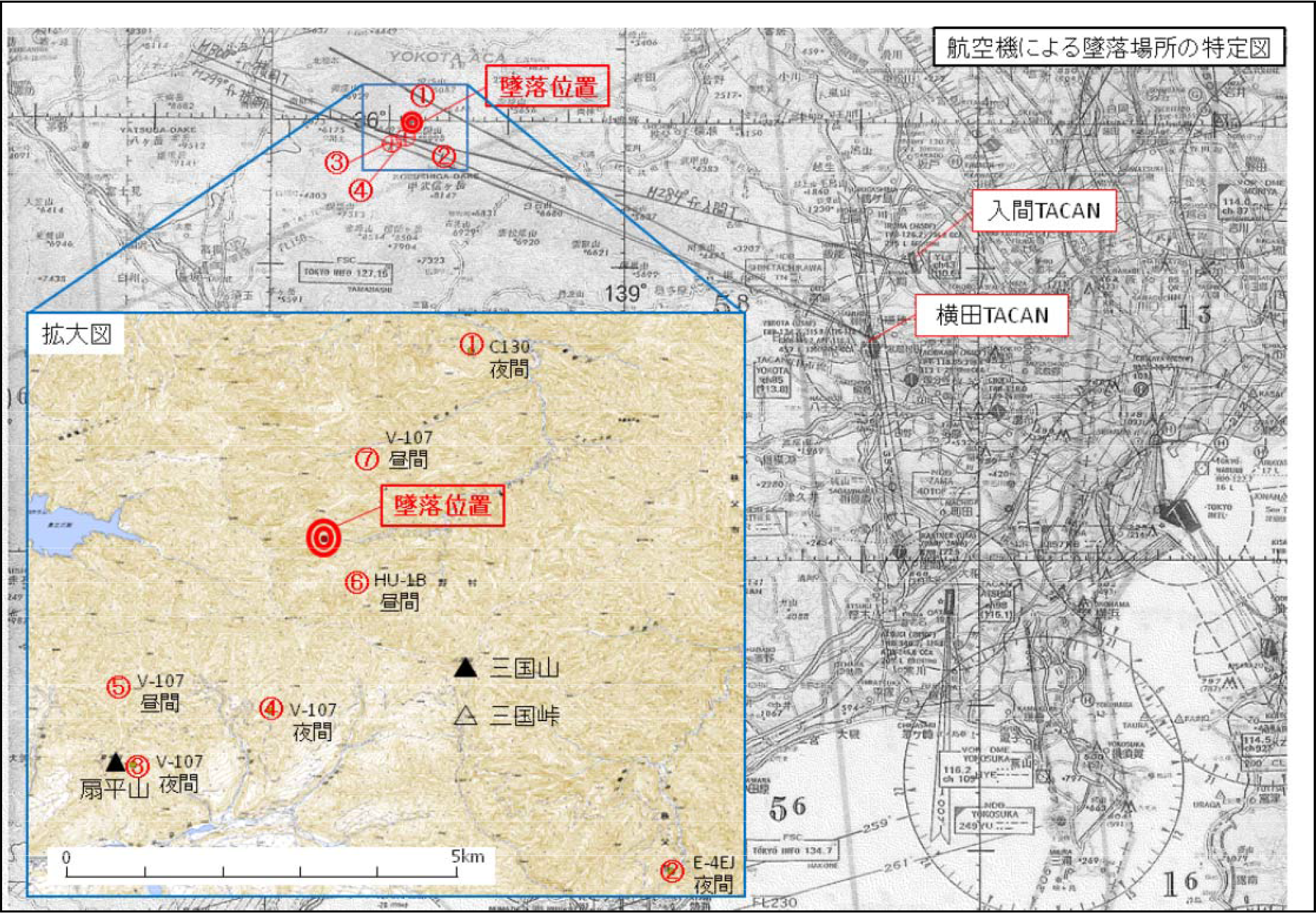
各航空機による墜落場所の測位位置図

地上からは、群馬、長野、埼玉の各県警と多野藤岡広域消防、佐久広域消防、秩父広域消防等の消防が墜落現場の捜索にあたった。上空から米軍や航空自衛隊が山中の炎を確認していたが、墜落現場一帯は江戸時代は鷹狩のため一般の入山が禁じられていたとされる場所で、1963年（昭和38年）営林署が唐松の植林を行った以外は人の立ち入りの無い原生林であった。それに加え、レーダーやTACANの測位位置の誤差、事故当日は月齢25.1の闇夜であり、地上捜索による墜落現場の特定も困難を極めていた。
20時21分、長野県臼田警察署（現・佐久警察署南佐久庁舎）のパトカーが「埼玉県と群馬県境あたりに黒煙が見える」と通報。21時39分、埼玉・長野両県警のパトカーが三国峠の西北西に赤い煙を発見し、長野県警は12日深夜、墜落現場は群馬県側の山中であると発表した。
しかし、氏名不詳の110番通報「長野県北相木村のぶどう峠付近に墜落した」や、日本航空広報が12日22時に発表した「長野県南佐久郡御座山北斜面（墜落現場から北西10 km）」、運輸省はレーダー消失地点の「北緯36度02分、東経138度41分（墜落現場から北3.7km）」など情報が錯綜し、複数の位置情報で地上の捜索は混乱した。
その結果、消防・警察や災害派遣要請によって出動した航空自衛隊の地上捜索隊、陸上自衛隊の各捜索隊など、地上からの捜索に時間がかかり、21時30分の群馬・長野の陸上自衛隊への派遣要請から11時間30分後の翌朝9時まで現場に到達することはできなかった。
解説書では、TACANの測位は乗務員の土地勘などでも精度が変わると指摘し、12日夜から13日朝までの各航空機の測位結果を表と地図で示した。
海上では、事故当初ドアが壊れたとの情報があり、乗客が機外に吸い出された可能性も考えられたことから、東京救難調整本部の通報を受けた海上保安庁の巡視艇3隻が、駿河湾周辺の捜索を行った。

### 翌朝ヘリコプターからの救難活動開始

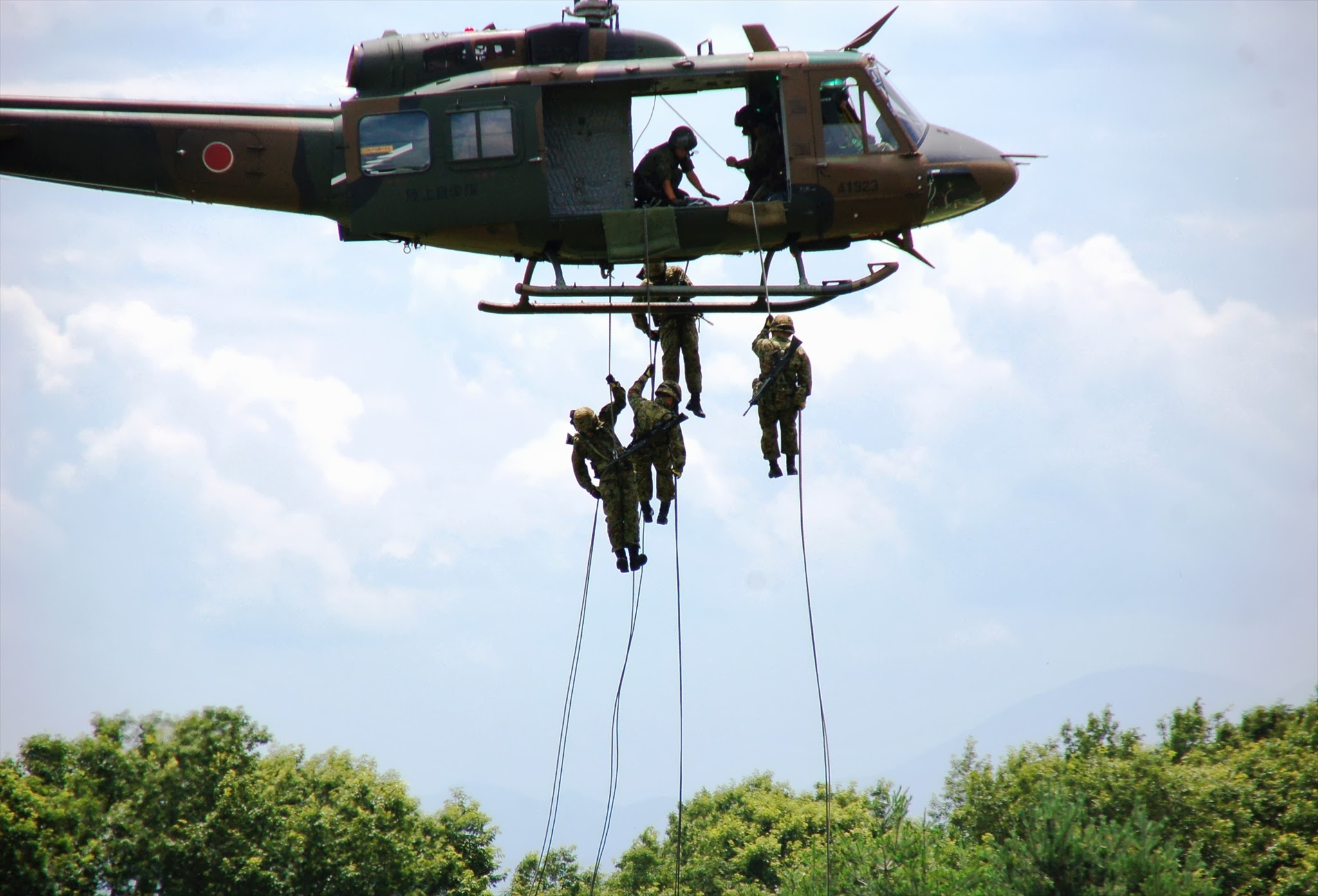
自衛隊ラペリング降下訓練の様子

13日午前4時30分航空自衛隊救難隊 KV-107による墜落現場の再確認、5時10分陸上自衛隊ヘリUH-1Bによる墜落現場の確認、5時37分長野県警ヘリによる確認が墜落現場の上空からそれぞれ行われた。
午前6時30分、航空自衛隊救難隊は入間基地を離陸し遭難現場上空に到着。焼損した尾根付近の現場を捜索した後、のちに生存者が発見されるスゲノ沢に移動しホイスト降下をはじめようとした矢先退去が命じられ、救難隊は現場を離れることになった。
午前8時30分、墜落後初めて長野県警機動隊員2名がヘリコプターから現場付近にラペリング降下。
午前9時に陸上自衛隊第13普通科連隊が陸路で現地に到着するとともに、陸上自衛隊第一空挺団員（指揮官岡部俊哉は後に幕僚長となる）が現場に降下して救難活動を開始。
群馬県上野村長（当時）の黒沢丈夫（元・大日本帝国海軍少佐）は、テレビ報道の映像を見て、現場が村内の「スゲノ沢」であると判断し、土地鑑のある消防団員に捜索隊の道案内をするよう要請した。現場までは熊笹の生い茂る、傾斜角30度の急斜面で、約2kmの道のりに1時間30分もかかる難路だった。上野村消防団、群馬県警機動隊、警視庁機動隊、多野藤岡消防本部の救助隊が陸路で現場に到着、ようやく本格的な救難活動が開始された。

### 生存者の救出

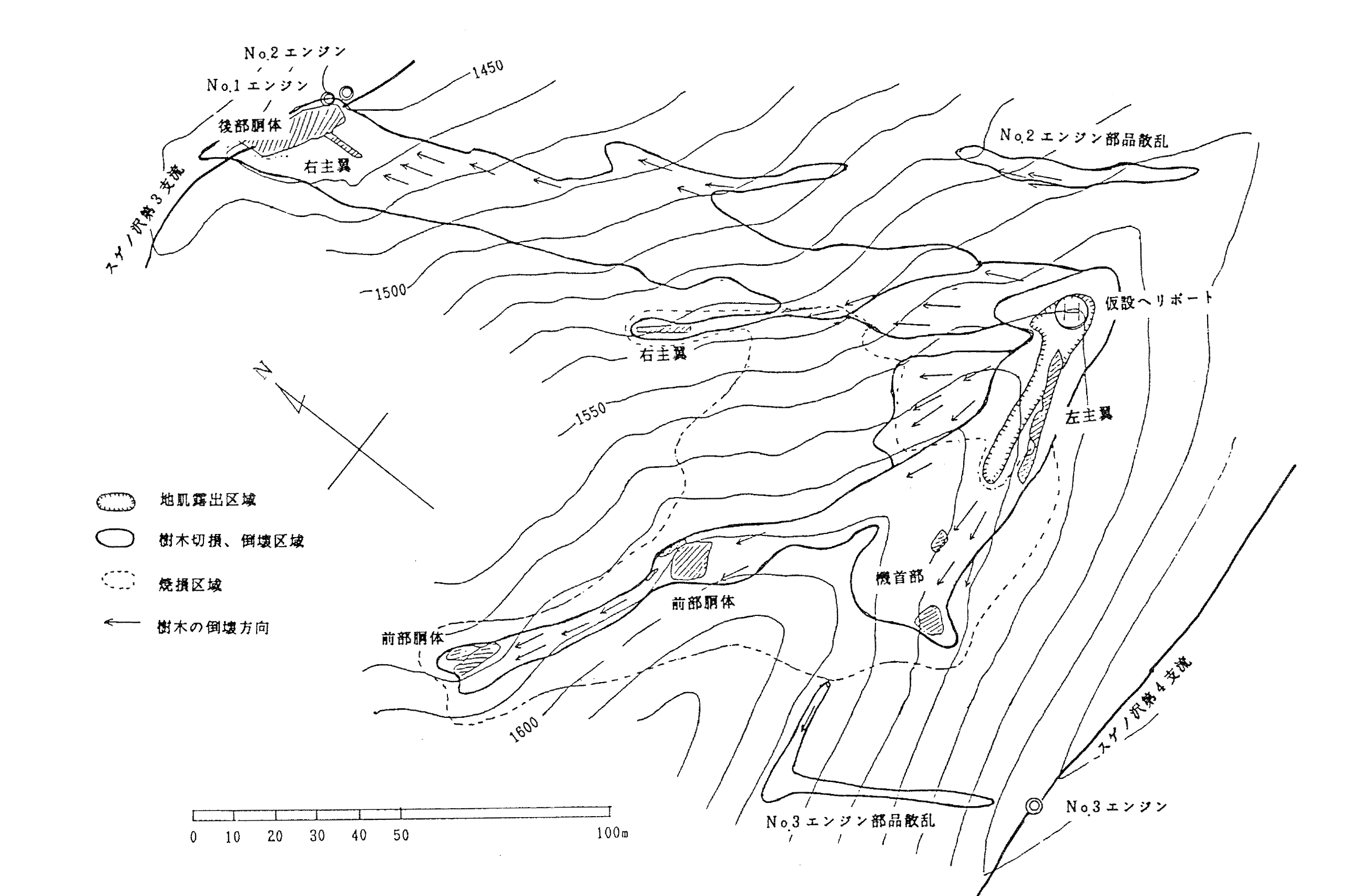
墜落事故現場の状況

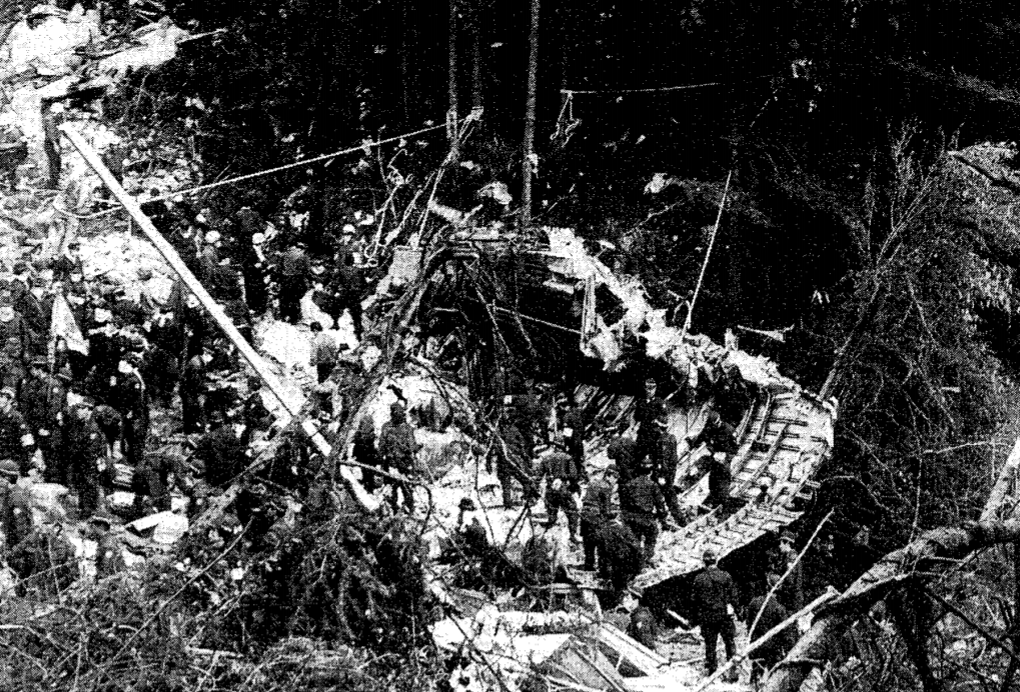
事故機の残骸

消防庁地域防災課長木下英敏によると、上野村消防団が13日午前6時30分に出発、3時間後の10時30分スゲノ沢づたいの墜落現場に到着。10時50分ごろ団員が生存者を発見した。発見の順番は、34歳女性と8歳の女子小学生の母子、12歳の女子中学生、非番の客室乗務員の26歳女性、となっている。
元群馬県警察本部長河村一男によると、13日午前10時45分、長野県警察の機動隊員がスゲノ沢第3支流で尾根を300 m滑り落ちた機体後部の残骸の中から生存者を発見した。生存者は4人で、発見の順番に非番の客室乗務員の26歳女性、34歳女性と8歳の女子小学生の母子、12歳の女子中学生と食い違っている。河村一男によると、最初に発見された非番の客室乗務員は、残骸に挟まれて胸から上が左にくの字になり、右手だけを出して手を振っていた。二番目の主婦は、客室乗務員の残骸を取り除いているうちに、数 m上方に空洞があり、そこから見つかった。三番目の女子小学生の娘は、母親のすぐそばで下半身を残骸に挟まれて仰向けになっていた。四番目の女子中学生は、客室乗務員から沢寄り2 mほどの場所から逆立ちしているような状態で見つかった。
救出された4人とも重傷を負っており、垂直差110 m、水平差220 m、平均斜度30度の急坂を、事故機のトイレのドアなどによる急ごしらえの担架でヘリコプターで引き上げ可能とする尾根の上まで担ぎ上げられた。
11時30分、日本赤十字社の医師、看護師に現場へのヘリ降下が要請され、前橋赤十字病院の医師饗場（）庄一と他医師1名と看護師2名の計4名が降下することとなった。11時45分、医師と看護師は警視庁のヘリに搭乗し、機内でホイスト降下のための指導を受けた。12時00分、離陸。途中ヘリは霧の中に入り激しい雨に見舞われたが、直ぐに晴れた。12時13分、4名は現場に降下した。
饗場らの所見によれば、生存者の脈の状態は、女子中学生は微弱だったが他の3名は比較的良好であった。非番の客室乗務員は顔面挫創、左上腕前腕骨折、全身打撲。主婦は頭部、顔面挫創、門歯は折れ、肋骨骨折。女子小学生は両下肢骨折、全身打撲顔面挫創。女子中学生は右手首、左下肢挫創、全身打撲だった。
饗場は現地では何もできないのでヘリでの救出を地上の自衛隊に訴えたが、自衛隊ヘリとの連絡がうまく取れず救出が遅れた。13時05分になって初めての女子中学生の収容を開始。自衛隊員が後ろから抱きかかえ太腿で彼女の下肢を挟むようにして、上空でホバリングする自衛隊ヘリへホイストを使って引き上げ収容。続いて女子小学生を収容した。
別のヘリで大人女性二名を収容することになったが、三人目の主婦の収容の際、ヘリからホイストで吊り上げた担架がくるくると回転する場面もあった。四人目の客室乗務員の収容が終わったのは13時28分であった。生存者発見からヘリで全員引き上げるまで2時間43分を要した。
陸上自衛隊のヘリコプターで上野村臨時ヘリポートまで搬送し、4名のうち2名は東京消防庁のヘリに移し換えられて群馬県藤岡市内の病院に運ばれた。
報告書によれば、4名の生存者以外は即死もしくは、それに近い状況だったとしているが、生存者の女子中学生によれば、目が覚めたとき父と妹は生きていたという。また、非番の客室乗務員によれば、「墜落した直後は周囲から『がんばれ』という励ましや『早く助けに来ないのか』などという話し声が聴こえていたが、次第に静かになっていった」と語っており、救出が早ければ、さらに多くの人命が救えたのではないかという意見もある。

### 遺体の状況と搬出・収容
尾根に激突した機体前部の乗客乗員は、機体の破壊とともに尾根に投げ出され死亡し、五体あった遺体もあったが、多くの遺体は全身挫滅、内臓破裂による臓器脱出、頭蓋骨骨折、全身の表皮剥脱など激しく損壊していた。また火災により完全に焼損した遺体も多かった。焼損した部分は機首部分と胴体部で、燃料の入った主翼の大半とスゲノ沢へ滑落した機体後部は焼損しなかった。
一方、尾根への激突を免れた機体後部は衝撃も少なく火災にも巻き込まれなかったため、スゲノ沢で発見された遺体は見た目には生存（気絶）しているのか死亡しているのか区別できないほど、ほぼ完全な状態で発見された。ここから4名の生存者が発見された事もあり、谷間に駆け付けた自衛隊員、警察官、消防団員は慎重を期して一人ひとりの体を揺さぶったり脈を取るなどして生死を確認したが、4名の生存者以外はすでに全員が死亡していた。
群馬県警は遺体の収容先を当初予定していた上野村から直線距離で約45km離れた群馬県藤岡市で行うこととした。遺体搬出は陸路では無理と判断され、陸上自衛隊によるヘリポートを造成して14日から搬出作業を開始することとなった。
13日夜、空挺団派遣隊はヘリポート作りに着手した。尾根の南東の急斜面を掘削した。岩山のため作業は難航したものの夜半に目途が経ち、仮眠をとってから朝方作業を再開し、14日午前7時頃までにはUH-1Hが運用できるヘリポートが完成した。スゲノ沢からヘリポートまでの搬出路もつくった。
ただ、空挺団が作ったヘリポートだけでは輸送力が足りず、大型ヘリによる輸送を行える第2ヘリポートを作ることとなった。15日午前7時、第12師団施設大隊が建設を開始した。場所は第1ヘリポートから離れた尾根の先端の切り立った場所が選ばれた。大型ヘリが離着陸するため荷重計算を慎重に行い、資材は切り出した唐松250本を使用して骨組みとし、その上から土のうを積んだ。16日15時、完成した。

### 検視、身元確認作業

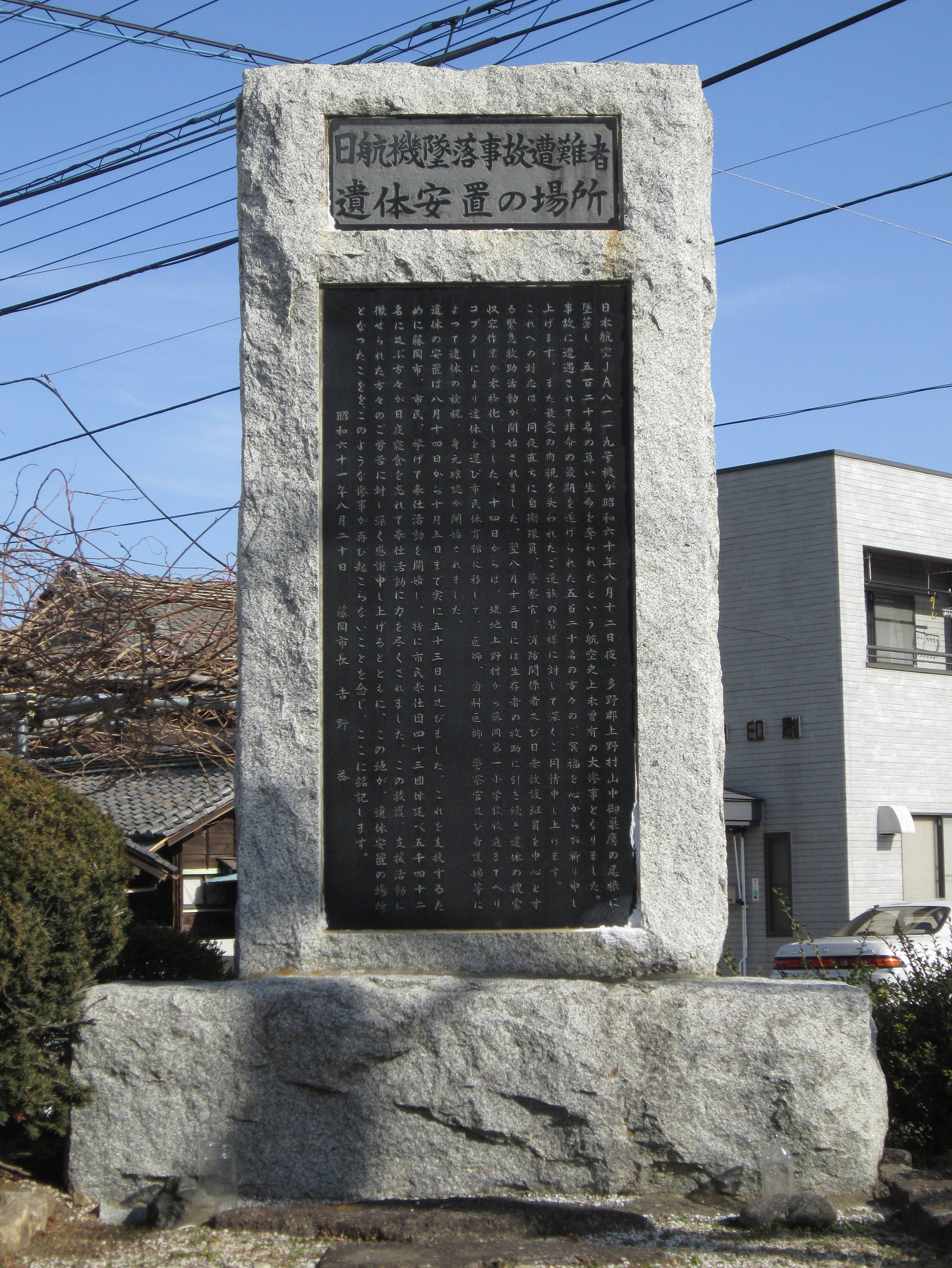
「日航機墜落事故遭難者遺体安置の場所」の碑（藤岡公民館）

遺体の検視兼安置所は旧藤岡市民体育館とし、藤岡市内の小学校・中学校・高校の体育館と校舎を関係者の待機場所とした。藤岡市側のヘリコプター発着場所は、藤岡市立藤岡第一小学校・校庭とし、そこからパトカーや白バイの先導により霊柩車が藤岡市民体育館まで運んだ。
14日午前9時頃から、遺体の搬入が始まった。地元群馬県警察医師会所属の医師のほか、群馬県内外の医師、群馬大学医学部および東京歯科大学の教授陣・法医学者・法歯学者・歯科医師・看護婦、日本赤十字社関係者などが、身元確認作業に従事した。
約4万平方メートルの広範囲に散乱した遺体は、搭乗者の座席位置により、機体後方はスゲノ沢付近、機体中央は北斜面、機体前方及びコックピットは南斜面と大きく3つに分布されていた。そのうち検屍が終わってすぐに遺族へ引き渡し可能な遺体は最初の数十体にすぎなかった。生存者4名が発見されたスゲノ沢付近からは約200体がまとまって収容されたが、完全遺体は160ともっとも多かった。離断遺体がもっとも多かったのは北西斜面で、700体以上が3つの地点にほぼまとまって飛散していた。また、南斜面を中心に収容された遺体はエンジン部に近いだけでなく、機体が垂直に尾根に激突していることから特に損傷が激しかった。腐敗の進行が早く1週間で白骨化するものもあり、DNA型鑑定の技術も確立されていなかったため、身元の特定は困難を極めた。最終的に検死対象となった遺体は2065体であり、520名の遺体が2065の断片（うち、五体満足な遺体は177）となったことからも事故の衝撃の大きさと凄惨さが窺い知れる。また、検死すらできずに飛散した肉体も極めて多いと想定されている。
最終的な身元確認作業の終了までには、約4カ月の時間と膨大な人員を要した。身元の判明率は520人中518体であり，炎上航空機事故としては極めて高い割合となった。主な身元確認の理由は，顔が11.6%，身体的特徴が5.8%、指紋が44.4%，歯形が15.1%，着衣が12.4%，血液型が0.8%であった。最終的に確認できなかった遺体片は、同年12月に群馬県前橋市の群馬県民会館で執り行われた合同慰霊祭で出棺式が行われ、火葬に付された後に、墜落現場に近い群馬県上野村の「慰霊の園」へ納骨埋葬された。検視に利用された藤岡市市民体育館は、遺体の腐敗臭が抜けず取り壊された。

## 捜索・救難活動における問題点

### 自衛隊への派遣要請の遅れ
東京空港事務所長から航空自衛隊への災害派遣要請は、航空自衛隊からの再三の要請督促を受けた後の20時33分に行われた。19時01分の百里基地のF-4EJ戦闘機緊急発進や、19時54分の百里救難隊による最初の救難捜索機 MU-2S の出動や救難ヘリ KV-107 の出動はいずれも要請前であった。
航空自衛隊への災害派遣要請が事故機の遭難から約1時間40分後と遅れて出された背景には、運輸省東京航空局東京空港事務所の「位置が確認できないことには、正式な出動要請はできん」という幹部指示や、運輸省から「レーダーから消えた地点を特定せよ」と何度も東京ACC（東京航空交通管制部）に電話が入るなど、所管行政当局である運輸省・航空局隷下組織の地上での位置・地点特定に固執した混乱や錯綜があったとされる。
また、陸上自衛隊も群馬、長野の部隊が19時30分ごろから出動態勢を整え、派遣要請を待っていた。陸上自衛隊への派遣要請が21時30分と遅れた理由は、航空自衛隊への要請が済んでいたため、陸上自衛隊に対する別途要請の必要性を知らなかったためとされる。

### 墜落位置の特定
12日21時06分までに、米軍輸送機C-130、航空自衛隊戦闘機F-4EJ、航空自衛隊救難ヘリKV-107、朝日新聞社ヘリAS355-F1「ちよどり」が、墜落した123便の上空を旋回しその位置をおおよそ確認しており、20時21分には陸上から長野県警パトカーが墜落現場付近の黒煙を確認している。しかし救難活動のために21時30分に出動した陸上自衛隊が現場に到着したのは翌日の午前9時となり、11時間30分を要した。夜間に火災現場は確認されたものの、黒煙に照明を遮られ、暗闇に包まれた山間部の地形を把握できず、当時はGPSもなかったため日が昇るまで正確な位置を特定できなかった。
時間がかかった原因は、墜落現場から北西に10 km離れた「長野県南佐久郡 御座山北斜面」などの誤った墜落位置情報が流されたためであった。
墜落現場で起こった火災は、結局のところ、特定に至るまで長時間放置されたことによる自然鎮火で終息した。当時は消防ヘリも十分な数が配備されておらず、また消防ヘリの活動時間も日照時間中に限定されていたため、ちょうど間が悪く日没時刻に起こった墜落事故への消火活動もできなかった。
墜落現場も交通網から離れた山間部であったため、消防車でのアクセスも不可能で、その対処は困難を極めた。

### 自衛隊車両に通行料請求
事故直後、自衛隊の部隊が非常呼集発令で出動し、高速道路で移動したところ料金所で通行料を請求され、作業服で出動したため財布を携行しておらず、隊員が少しずつお金を出し合って支払った。
事故前から災害派遣時は証明書の発行により無料通行できることとなっていたが省庁間で調整を行い、1986年（昭和61年）9月1日、防衛庁陸上幕僚監部は自衛隊車両は災害派遣時には車両への表示により、無料で通行できる通達を出した。

### 放射性物質の問題
ボーイング747には振動を防ぐバラストとして、一部に劣化ウラン部品も使用されていた。これらの放射性物質が墜落によって現場周辺に飛散し、放射能汚染を引き起こしている可能性があった。このため、捜索に向かっていた陸上自衛隊の部隊は、けが人や死者が多数いるにもかかわらず、すぐ現場へ入らずに「別命があるまで待機」するよう指示された。
また、事故機には、貨物として、主として医療用ラジオアイソトープ（放射性同位体）が、13核種92個（放射能量として161.7729ミリキュリー、容器も含めた重量489キロ）が積載されていた。これらは8月14日から16日の間に64.8%が回収されたという。

### 元アメリカ空軍中尉の手記

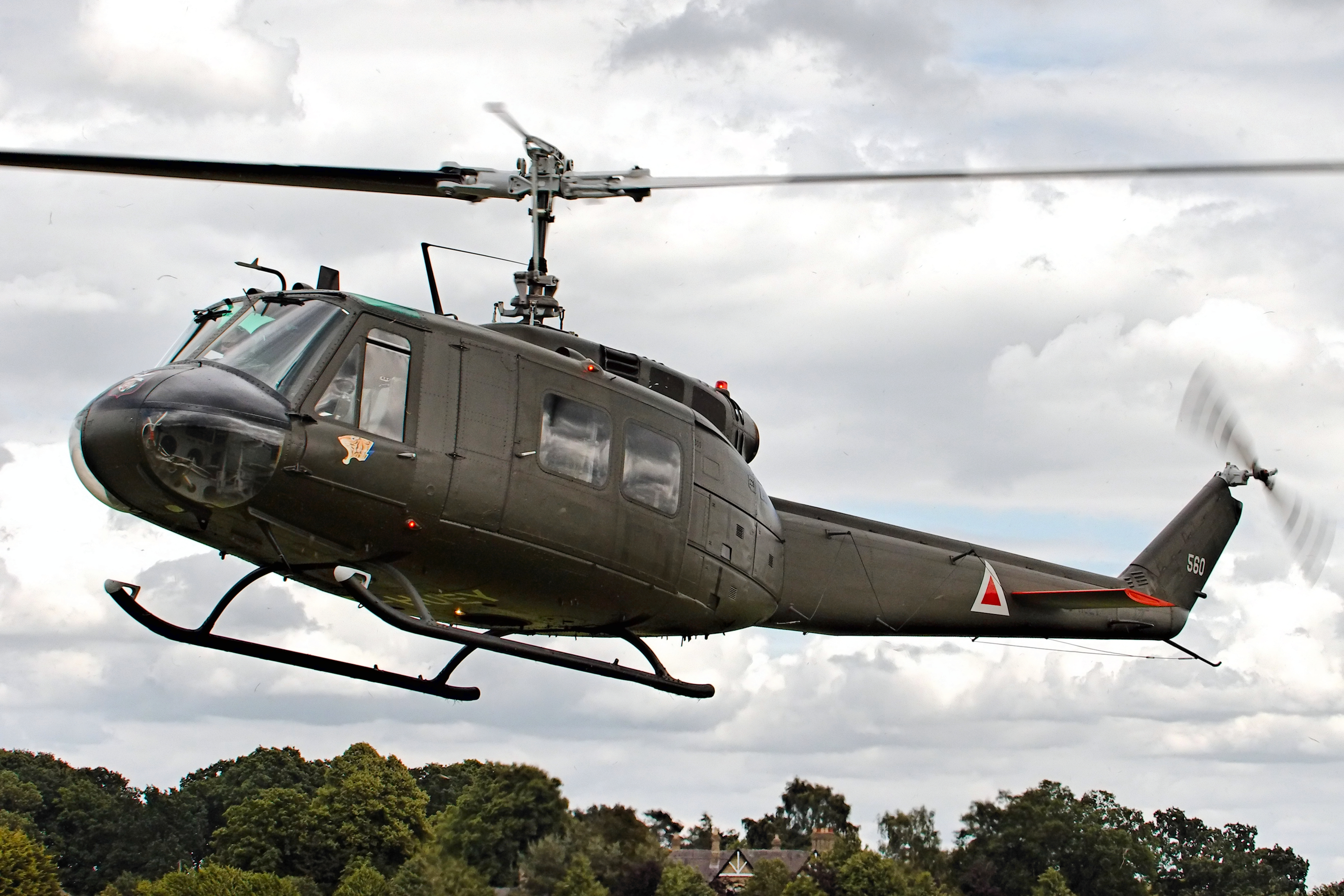
UH-1H

元アメリカ空軍 マイケル・アントヌッチ中尉の手記が事故から10年後の1995年8月20日付「The Sacramento Bee」に掲載され、8月27日「Pacific Stars and Stripes」に転載された。この手記に基づいて日本メディアは自衛隊が米軍の支援を断ったとして、自衛隊批判を展開した。
手記によれば、C-130の乗員だったアントヌッチ中尉は、沖縄から横田基地への帰還途中、横田管制からの要請によりJAL機のレーダー消失地点に向かった。現場山中で火災を発見し横田管制に報告した。横田管制より厚木基地からアメリカ海兵隊のヘリ (UH-1)が向かっていると聞き、20時50分までにヘリのライトを視認できた。21時05分、海兵隊からC-130に煙と炎がひどくてとても着陸できないと連絡があった。少し移動して乗員2名を降ろす予定だった。海兵隊からC-130に対し司令部に連絡するよう依頼され、アントヌッチ中尉が連絡したところ、将校から中止を命じられ帰投を開始した。帰投準備中の21時20分、最初の日本の飛行機が現れた。C-130の乗員は横田に到着後、第861戦術飛行隊の副司令から123便関係のことについて箝口令を布（）かれた。Pacific Stars and Stripsが在日米軍 (USFJ)に取材したところ、記録がないとのことであった。
これに対し、元防衛庁 航空幕僚監部広報室長佐藤守は、座間のUH-1が現場に向かったのは事実だが、空自が救助を開始するということになり方向転換したのであって、UH-1の搭乗員がまさに御巣鷹の尾根に降りようとしていたのではない。また、「（米軍からあったのは）現地からけが人を運ぶためのヘリコプターと医療班提供の申し出であって、米軍が当日横田や座間に保有したヘリにはホイスト（吊り上げ機構）や大型サーチライトは装備されておらず、航空機材も空自が保有していないような“特殊なヘリ”ではなかったのである」と反論している。
元航空自衛隊中部航空方面隊司令官松永貞昭は、「米軍の日本側に対する申し出は、『一般的な支援提供が可能な状態にあり、医療班を集合させ、ヘリコプター1機を待機させている』という連絡が、20時30分頃、入間の指揮所にあっただけ。日本側は『まだ探索中であったために、そのまま待機してください』とお願いしました……これが経過の全容です」と応えている。
また、元群馬県警本部長河村一男は、そもそも民間航空機遭難の際、米軍に対して救難要請をするのは救難調整本部 (RCC)が行うと決められており、防衛庁自衛隊は（派遣を要請するのも断るのも）その立場にないこと、アントヌッチ中尉の手記ではC-130が現場上空に滞在した2時間、日本の航空機を全く見なかったとしているが、19時21分にF-4EJ、20時42分にはKV-107が、21時06分には朝日新聞社ヘリコプターが現場上空に到着していると指摘している。河村は、米軍のヘリの派遣や撤収の動きがRCCの要請によるものでないため、在日米軍は対外的に明らかにしたくないのではないか、と推測している。

## 事故調査
航空事故調査委員会（委員長：東京大学名誉教授工学博士の八田桂三は病気のため途中で退任、後任は航空宇宙技術研究所所長の武田峻）は、事故発生2日後の8月14日に墜落現場に入り、本格的な調査を開始した。調査には事故機の製造国であるアメリカからも米国国家運輸安全委員会(NTSB)からジョージ・サイドレン、ロン・シュリードらが参加した。

### 事故調査委員会の聞き取り調査開始
8月12日20時過ぎから、事故調事務局は夏休みで直ぐに出られない二人を除く調査官全員に臨時招集をかけた。夜に開かれた第204回航空事故調査委員会で、本事故の調査官16名を指名した。墜落現場が長野か群馬で錯綜する中、防衛庁から出向の調査官の計らいで入間基地からヘリコプターで現地に入れるように手配してもらい、どこに調査官を派遣するか図上演習を行ったが「もっと場所がはっきりしてからの方が良い」との結論になり、結局朝まで東京で待機することとなった。
13日早朝、東京を出発した調査団は8時過ぎ入間基地からヘリコプターで現場上空を確認した後、上野村の上野小学校校庭に着陸し調査活動を開始した。13日15時過ぎ、調査官は収容先の病院で生存者である非番の女性客室乗務員に事情聴取を行った。彼女は「ボーンという音がして急減圧が起き、耳が少し痛くなりました。ドアは飛ばなかったけれど、後ろの天井が落ちました」と供述した。夜に録音を聞いたベテラン調査官の中から圧力隔壁の破損を考え始めた者が出始めたという。13日は昼から山下徳夫運輸大臣が視察に来ることになり準備に追われ、往復5時間かかる事故現場に行くことは断念した。

### ブラックボックスの捜索
8月14日5時、調査団は標高1,565 mの御巣鷹の尾根に向けて登山を開始した。4 km近く斜面を登り、2時間以上かけて漸くスゲノ沢第三支流の水平尾翼の残骸に到着した。
この日の事故調査団の最重要課題は、デジタル式飛行記録装置 (DFDR)と、操縦室音声記録装置 (CVR)、所謂ブラックボックスを探し出すことだった。また同時に、水平尾翼の昇降舵を確認する必要があった。昇降舵にウエイトバランスとして劣化ウランが取り付けられているためで、調査官は昇降舵の残骸に装備分の数が揃っているか慎重に確かめたという。
14時09分、残骸の約1 m下からCVRが、20分後ほぼ同じ場所でDFDRも見つかった。DFDRとCVRはその日のうちに山からヘリコプターで下ろされ、パトカーで東京に送られた。

### 機体尾部の回収

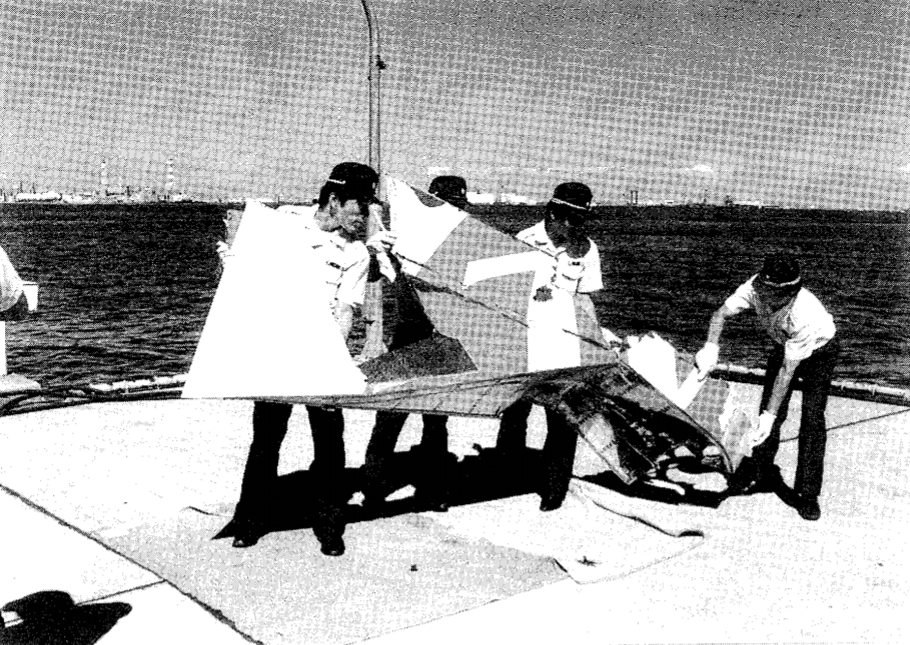
回収された事故機の尾翼の一部

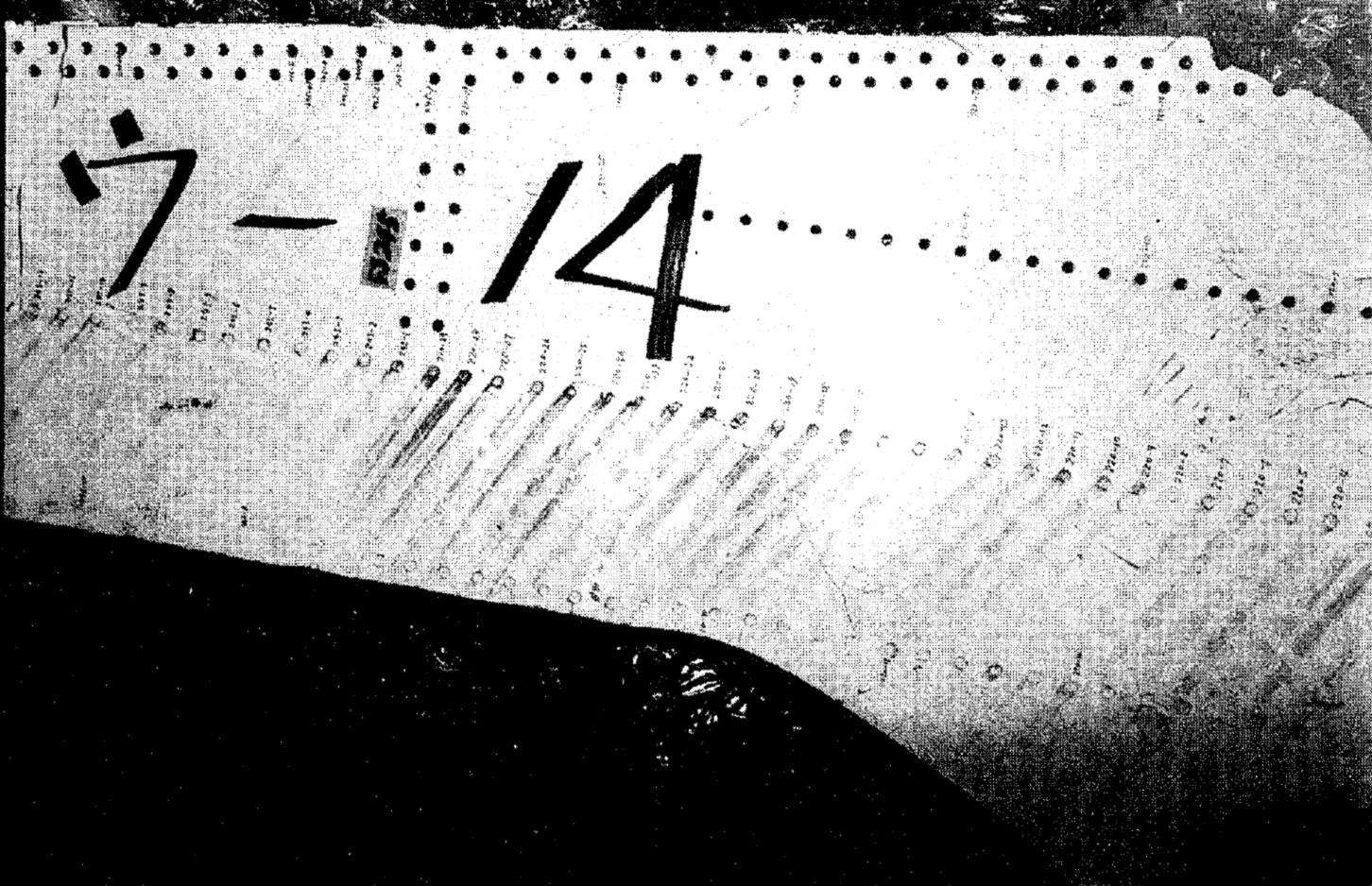
垂直尾翼右側外板の黒色付着物 （油圧作動油と同じ成分が検出された）

墜落翌日の8月13日18時10分、相模湾で海上公試中だった海上自衛隊のはつゆき型護衛艦「まつゆき」が機体尾部の一部を偶然にも発見し、19時までに回収した。
8月14日に来日した米国調査団は15日、相模湾で回収された破片を視察した。調査団は、リベット孔から油圧作動油が吹き出したような跡や、アルミ合金製の外板が外側に異常なほど膨らんでいたことから、垂直尾翼に高圧の空気が流れ込み、破裂させたと考えた。
尾翼に高圧の空気が流れ込む最も高い可能性は、圧力隔壁の破損による客室内の与圧空気であると考えられた。ただ、この時点では圧力隔壁の修理ミスは見つかっておらず、仮説の域を出ていなかったという。
15日夜、米国調査団は日本側に「BS2200から後ろの部分をきちんと保存し、よく調べて欲しい」「隔壁や後部トイレ付近にコロージョン（腐食）がないか、硝煙反応の有無も調べて欲しい」と伝えた。

### 修理ミスの発見
8月16日、米国調査団は初めて現場入りしたものの、未だ遺体収容活動が行われている状態で、圧力隔壁の調査はできずに終了した。その後、台風が接近して悪天候が続き、米国調査団が現地入りするのは22日まで延期されることになった。
8月22日、米国調査団は2回目の現地調査を行った。後部圧力隔壁に絞った調査で、実物大の隔壁図面を広げて調べているうちに、修理された隔壁の一部に一列しかリベットが効いていない箇所があることを発見した。米国調査団のひとり、アメリカ連邦航空局 (FAA)技術アドバイザーのトム・スイフトは、修理ミスから金属疲労破壊が発生したと推定した。
8月24日、3回目の調査に入った米国調査団は、隔壁破断面のサンプルを採取した。ワシントンの国家運輸安全委員会(NTSB)本部にサンプルを送って検査したところ、ストライエーションと呼ばれる金属疲労痕が見つかった。
8月29日、スイフトは日本の事故調査委員会の八田桂三委員長に「しりもち事故の修理ミスによって接続強度が大幅に下がり、理論計算上は修理後約1万4千回の飛行で圧力隔壁が破壊する可能性がある。」とレポートを示した。
日本の調査団は9月5、7、10日の3日間、米国調査団とともに修理ミスや金属疲労痕の調査を行った。
- ボーイング747の後部圧力隔壁（機内側より）
- 後部圧力隔壁損壊図（後方より見る）
- 機体後部から見た後部圧力隔壁の一部
- 不適切な修理の図解
左側が正しい修理方法。
右側が実際の修理。
- 不適切な修理の図解
- 金属疲労の痕
細かい縞模様（ストライエーション）は、1回の負荷で規則的な引張荷重の繰り返しにより金属疲労が進展したことを示している。

### ボーイングが修理ミスを認める
9月6日、製造メーカーであるボーイング社による修理ミスがアメリカ側の調査で判明し、それが原因で圧力隔壁が壊れたとニューヨークタイムズが伝えた。この報道は、日本の運輸省事故調査委員会が修理ミスが原因であったと公開することをためらっていたため、米国政府がリークしたものであったという。この報道を受けたボーイングは同日声明を発表し、「1978年の（伊丹空港での）しりもち事故の修理で、隔壁継ぎ目全体の17%に不備があった」ことを認めた。
堀越豊裕がロン・シュリードにインタビュー取材したところ、シュリードがニューヨークタイムズの記者にリークしたことが明らかとなった。1985年8月27日、日本の事故調査委員会による中間報告では修理ミスについて触れられておらず、ボーイング747の構造自体には何ら問題無いことを周知するため、NTSB委員長ジム・バーネットがロン・シュリードにリークするよう指示。シュリードからニューヨークタイムズの記者にリークした。

### 刑事事件捜査
1985年（昭和60年）9月、群馬県警察は50名態勢の捜査本部を設置し、捜査を開始した。
群馬県警の捜査員は、ボーイングの修理担当者から直接事情を聴くため渡米したが、ボーイング社は修理担当者への事情聴取に応じなかった。
1988年（昭和63年）12月1日、群馬県警はボーイングの修理担当者を特定できないまま、ボーイング4名、JAL12名、運輸省4名の計20名を業務上過失致死傷容疑で前橋地方検察庁に書類送検した。
1989年（平成元年）11月22日、前橋地検は全員を『嫌疑不十分』として不起訴処分とし、捜査本部は解散した。
1989年（平成元年）12月19日、一部の遺族が検察審査会に不起訴不当を申し立てた。1990年（平成2年）4月25日、前橋検察審査会はJAL社員2名とボーイングの作業員2名は不起訴不当とし、他は不起訴相当とした。1990年（平成2年）7月19日、前橋地検は再捜査の結果、再び4名を不起訴処分とした。1990年（平成2年）8月12日、公訴時効が成立した。
2016年（平成28年）8月、アメリカ合衆国司法省はボーイングに対し、日本の検察の捜査に協力するよう促していたことが分かった。当時、主任検事を務めた弁護士のリンダ・キャンドラーがメディアの取材に対し初めて証言し、「アメリカ政府が中核産業のボーイングを擁護したとの見方も根強いが、これを明確に否定した」と共同通信が伝えた。

### 海底捜索とさらなる残骸の回収

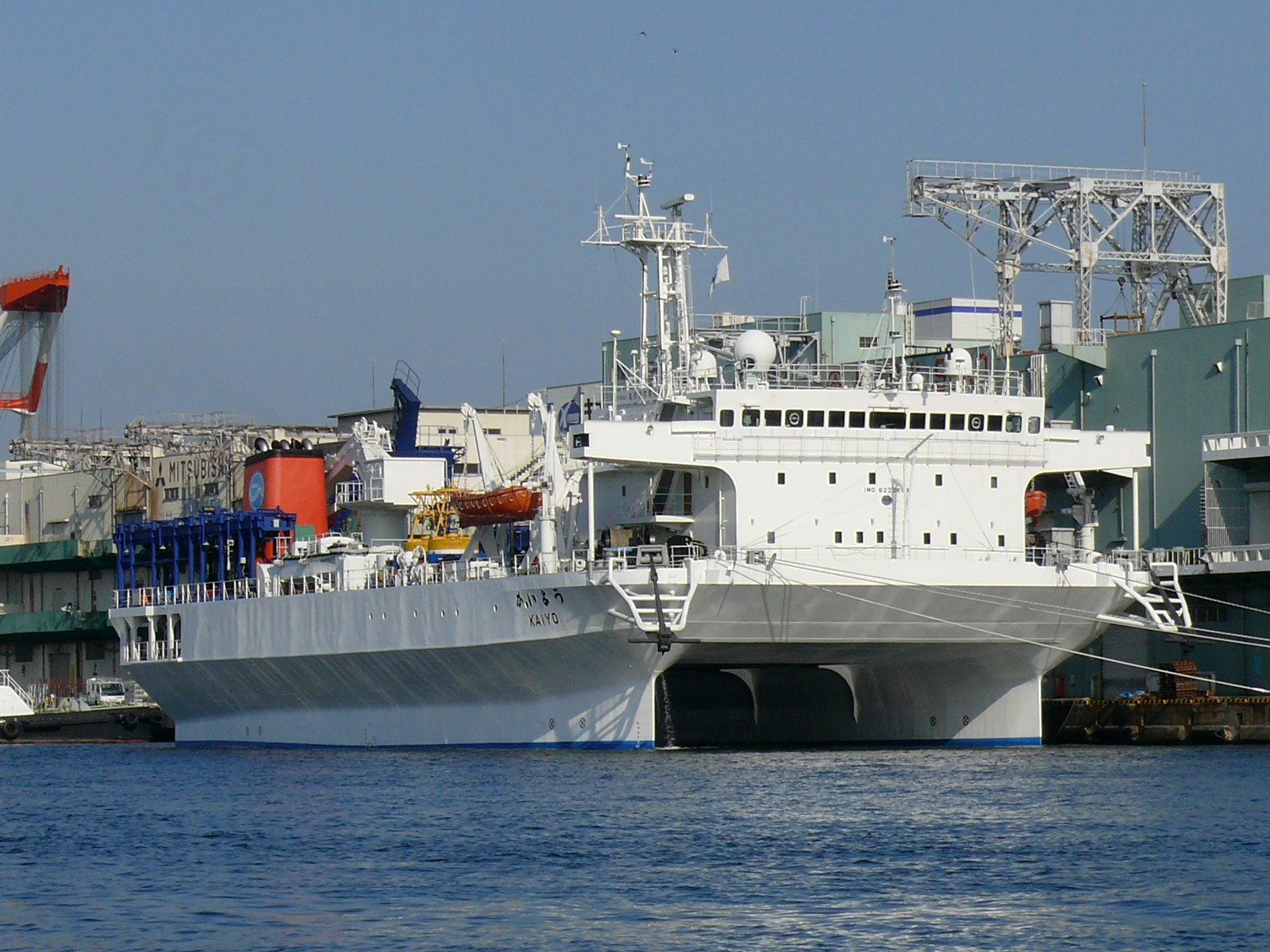
海中作業実験船「かいよう」

1985年（昭和60年）11月1日から11月20日まで海上保安庁の測量船「海洋」と、海洋科学技術センターの海中作業実験船「かいよう」による残骸の海底捜索が行われた。捜索にはサイドスキャンソナーと呼ばれる音波探知機と曳航式の深海カメラが使われた。「海洋」が水深200 mよりも浅い海域を、「かいよう」は水深200 mよりも深い海域を捜索した。捜索で17の不自然物体を発見したが残骸は発見できなかった。機体から落ちた垂直尾翼の大半や機体の最後部にある補助動力装置（APU)などが見つからないまま20日間で海底捜索は終了。墜落から1年10か月後には事故調査の全てが終了した。海底の残骸の多くを発見できずに終了したことに対し徹底捜索すべきとの声が多くあがったという。しかし事故調側は、残骸は多く回収できた方が良いのは間違いないが、補助動力装置取り付け場所付近やダクトには焦げた跡や補助動力装置の部品が刺さっているなど爆発の痕跡は無く、費用対効果の面からも再調査の必要性は低いとした。
1985年（昭和60年）12月ごろから、東京都西多摩郡奥多摩町日原など相模湾と墜落現場以外の場所でも機体の破片が発見された。また、奥多摩町で一般人が撮影した写真によって、JAL123便が「垂直尾翼の大部分を失った状態」で飛行していたことが判明した。
事故調は、事故当時のサイドスキャンソナーで探知できる物体の大きさは 5.5 m×6.5 m程度必要であるが、推定される落下物の大きさは全てそれ以下であったため探知できなかったとしている。このことに対して航空会社11社のパイロットで構成されている日本乗員組合連絡会議（日乗連）は、事故調は最初から残骸を見つけるつもりなどなかったと批判している。また、その後もっと高性能なソナーが開発されているのなら、なぜその時点で再捜索をしなかったのか、 事故原因に迫ろうとする姿勢と意欲に疑問を感じるとしている。
2015年（平成27年）7月29日にテレビ朝日 (ANN) が伊豆半島の東、東伊豆町沖2.5 km水深160 mの海底でJAL123便(JA8119)の残骸と見られる物体を発見し、撮影したが、これは現在も引き上げられていない。
- 飛行経路（陸地）から回収された残骸
- 奥多摩町にて一般人により撮影された飛行中の123便。
写真からも垂直尾翼が半分以上喪失していることが確認できる。

### コンピュータ解析と破壊実験
圧力隔壁や垂直尾翼の破壊過程を検証するため、コンピュータ解析と模型実験を柱に行うこととした。事故調内部からも「せめて、圧力隔壁だけでも実物大の破壊実験をやらなければ、世間を納得させられないのではないか」という意見もあったが、事故から2年以内に報告書を公表できないこと、費用対効果に見合わないことなどから断念された。
コンピュータ解析は有限要素法により強度計算を行うこととし、「Nastran」を使用した。三菱重工名古屋航空機製作所のコンピュータを借り、詳細な設計データはNTSBを通じてボーイングに提供を要請した。ボーイングは協力的でほとんどのデータを提供し、その数は1万枚にも及んだ。
圧力隔壁の有限要素法による強度計算は、圧力隔壁に格子点をつけ、格子点を囲った区画（メッシュ）ごとに材料特性、強度などのデータを入力していく。客室の空気圧が上昇すると機体がわずかに膨らみ、圧力隔壁もゆがみが発生するため、機体部分も有限要素法にかけて計算を行った。メッシュを細かくすれば精度が上がるが、作業量も増えるため格子点の設定は試行錯誤したという。
コンピュータ解析は、圧力隔壁の他、垂直尾翼、補助動力装置(APU)防火壁付近についても行った。その結果、圧力隔壁から漏れ出た高圧の空気が垂直尾翼に瞬時に充満し、垂直尾翼の背骨にあたる「トルクボックス」の外板が剥がれたのが垂直尾翼の破壊の始まりだったことが判明した。
1986年（昭和61年）6月25日、航空宇宙技術研究所調布飛行場分室において、コンピュータ解析結果の検証のため、トルクボックスを対象とした破壊実験を行った。破壊実験には事故調の調査官の他、立会人としてアメリカ連邦航空局 (FAA)の駐在官らも参加した。
実験は、トルクボックスを最上端と真ん中からやや下に当たる部分の二つを用意し、3台のコンプレッサーで空気を送り込むことにより行われた。最初にリベットが飛び始めたのは最上部のトルクボックスで、内圧を3.88 psiまで上げた時だった。4.5 psiまで上げるとコンプレッサーで空気を送れなくなるほど破壊された。下部のトルクボックスは内圧が5.5 psiになるまで破壊が始まらないことが実験で確認された。
一方、コンピュータ解析でAPU防火壁付近は2.2 psi程度で破壊が始まることがわかったが、するとAPUの脱落した部分から空気が出て、垂直尾翼を破壊する4.5 psi以上の内圧が残されていたのかとの疑問が出てくる。この問題は、空気力学の専門家が機体全体の空気の流れを解析することにより検証することとした。機体を8つに区分けし、圧力隔壁の破壊の開口部により、空気の流れがどのように変化するかを計算した。計算の結果、圧力隔壁の開口部の大きさにより、圧力隔壁破壊後0.04～0.09秒後でAPU防火壁が壊れ始め、垂直尾翼が壊れ始めるのはその0.2秒後であることが分かった。そして事故機は圧力隔壁が壊れてからわずか0.3秒ほどで、APU、垂直尾翼が次々と破壊されるとした。
この計算により導き出された破壊順序は、異常発生時に機体が11トンの力で前方に押し出された後、下に押し下げられているというデジタルフライトデータレコーダー(DFDR)の記録と極めてよく一致した。
- 機体最後部の破壊プロセス（内圧により、プレッシャーリリーフドアが開き、その後後部APUなどが吹き飛んだあと垂直尾翼が吹き飛んだとしている）
- トルクボックス破壊過程
- 試験供試体及び試験装置の配置状況
- 試験装置の概要
- 試験供試体の部位
（供試体No.1、供試体No.2）
- 後部圧力隔壁損壊時における機体全体の空気流出
（8室分割によるシミュレーション）

### 生還可能性の検証
事故直後から123便が右ではなく左旋回を選択して海へ着水していれば生還者をもっと増やすことが出来たのではないか、という議論があった。事故機は羽田に戻る意向を示しながら墜落してしまったが、生還することは可能であったかどうか全日空が所有するシミュレータを使って、1986年（昭和61年）3月4日から8回に渡って検証した。
シミュレータには123便の事故のような異常事態はプログラムされておらず、ボーイングから空力関係のデータを取り寄せ、全日空や三菱重工などの技術者の助けを借り、プログラムを変更した。操縦は全日空と運輸省航空局から、いずれも経験豊富な教官クラスの機長、副操縦士、航空機関士を4チーム選抜した。
本試験の前に予備試験として、機体に起きた異常をどのくらいの時間で気付くかを確認した。クルーには異常の内容を知らせず、突然操縦舵のいずれかを操作不能にして何が起きたかを答えさせた。エレベータ（昇降舵）については、どのチームも1分以内に異常に気づいたが、エルロン（補助翼）では遅いチームで4分以上、ラダー（方向舵）になると何が起きたか分からないチームもあった。
実際の生還可能性の試験は、自動操縦装置とエンジン出力自動制御装置の故障という一番軽いものから、事故機で起こった全操縦舵故障という一番過酷なものまで5種類用意した。故障の内容を一切知らせず試験させたところ、いずれのチームも利かない操縦桿を必死に操作し続け、墜落させていった。
その後、最適な機体制御方法を学んだ後にシミュレーションを繰り返した1チームは、対気速度200ノット (370 km/h) 以下で着水させるところまで機体を制御できるようになった。ダッチロールはエンジン出力調整で緩和し、高度1,100フィート (340 m) に下がるころにフラップを操作する。フゴイド運動は内側エンジンの出力操作やウィングギア（翼脚）を下げることによって抑えた。
報告書では、「接水時の対気速度を200ノット (370 km/h) 以下に下げることは不可能と考えられる。沈下率・姿勢等も大きくばらつくため、生還可能性はほとんど期待できない」と結論づけ、建議で「異常な事態における乗組員の対応能力を高めるための方策を検討すること」と示した。

### 聴聞会
1986年（昭和61年）4月25日、運輸省大会議室で事故調査委員会設置法に基づく聴聞会が開かれた。3月19日の第242回事故調査委員会で議決された「事実調査に関する報告書の案」を元に公述人10名から意見を聞いた。
JALのボーイング747副操縦士で日航乗員組合副委員長の安藤真之は、事故機の乗組員が異常事態発生後も酸素マスクを着けた形跡が無くクルーが意識を失った様子も無い事から「ゆるやかな減圧は起きたかも知れないが、圧力隔壁の破壊による様な急減圧は発生しなかったのではないか」と主張した。他のパイロットの組合関係者公述人3名も同様の主張をし、第一現場は相模湾上空だったことを理由に徹底的な海底捜索を求めた。
大阪工業大学学長佐藤次彦は、パイロットの操縦について「発動機の出力の調整及び主翼の補助翼、フラップなどを利用したある程度のコントロールは可能だったのではないか」と指摘した上で、「羽田に戻るのではなく、できるだけ早い時期に着水することを主目的に、主として海上を西南方向に飛行することが正しい判断ではなかっただろうか。ある程度の着水操作は可能であり、事故による死亡者を大幅に減少できる確率があったのではないか」と主張した。
ボーイング747を運航している全日空専務の舟津良行は、圧力隔壁のフェイルセーフ設計の確保に貢献するような調査とすること、乗務員が受けている訓練内容を超える異常事態が発生したことを指摘し、そのような事態への対処を考慮するよう求めた。
国立大学名誉教授は、「左旋回して海に出ていたら、被害は軽微だったはずだ。危機管理のマニュアルが山岳国家日本向けにできていなかった」とし、「墜落ではなく、山への衝突だった」「山が殺した」と主張した。傍聴していた遺族が「山が殺した」の発言に憤激して発言中に退席し、聴聞会終了後、名誉教授に詰め寄る一幕もあった。

### 疲労亀裂の発見確率
しりもち事故の修理ミスによる圧力隔壁の疲労亀裂破壊が事故原因であることが明らかとなったが、事故機は修理後「C整備」を7度受けていた。C整備には後部胴体内から圧力隔壁を目視点検する項目が含まれており、事故の直近では1984年（昭和59年）11月20日から12月5日まで行われていた。そこで、整備員がどの程度の確率で疲労亀裂を発見出来るかを算出した。
ボーイング747の整備方式は「コンディション・モニタリング方式」と呼ばれるもので、運行されている同一機種の故障データを監視しながら対策をとるものであった。この整備方式を設計面での土台となったものが、「フェイルセーフ設計」であり、不具合が発生しても多重防護により他の部分に不具合が及ばない設計がなされていた。圧力隔壁も複数の区画で破壊が及ばないように設計されていたが、本事故は「マルチサイトクラック」と呼ばれる複数の区画で破壊が起こっており、設計思想にも及ぶ重大な問題となっていた。
亀裂の発見確率こそ整備方式を決める前提となるものであるが、ボーイング747のどの機種も単一の亀裂しか想定しておらず、マルチサイトクラックを想定していなかった。そこで事故調査では単一亀裂の発見確率から、マルチサイトクラックの発見確率を導くこととした。
目視点検による一つの疲労亀裂の発見確率{\displaystyle P_{\mathrm {I} }}は、次の式による三母数ワイブル分布関数で算出された。
{\displaystyle P_{\mathrm {I} }=1-\exp \left\{-\left({\frac {\,a-\gamma \,}{\beta -\gamma }}\,\right)^{\alpha }\right\}}
- {\displaystyle a}： 可視亀裂長さ。
- {\displaystyle \gamma }： 最小発見可能亀裂長さ
- {\displaystyle \alpha }, {\displaystyle \beta }： 係数。

一番激しかった亀裂は三か所でリベット孔を繋ぐまで進行していたと推定され、その長さは1センチメートル程度、発見確率は米空軍の技術資料などから10パーセントと計算された。
また、多数の疲労亀裂のうちの一つを発見する確率{\displaystyle P_{\mathrm {T} }}は、次の式により算出された。
{\displaystyle P_{\mathrm {T} }=1-\Pi (1-P_{\mathrm {I} })}
- {\displaystyle \Pi }： 多くの {\displaystyle (1-P_{\mathrm {I} })} の乗算

計算の結果、亀裂の発見確率は「14～60パーセント」と幅の大きい玉虫色の結論となった。ただ、この研究により目視点検で亀裂を発見するデータが無いことが判明し、建議で「目視点検による亀裂の発見に関し検討すること」を示した。

### 事故原因の決定
1987年（昭和62年）6月15日、第286回事故調査委員会で事故調査報告書の最終報告書案、勧告案、建議案は議決され、本事故の原因は次のように結論された。

### 勧告、建議
1987年（昭和62年）6月19日、事故調査委員会は事故調査報告書の公表とともに、橋本龍太郎運輸大臣に対し本事故における次の勧告および建議を行った。

## 事故後の対策

### 与圧空気流入による操縦システム破壊の防止策
NTSBは事故発生の4か月後の1985年（昭和60年）12月5日、FAAに対し8項目の改善勧告を行った。
NTSBの勧告に対し、FAAはB747の垂直尾翼に与圧空気が入らないように覆いを取り付けることを義務化した。一方、尾部が破損しても油圧系統が喪失しないように第4油圧系統配管に作動油流出防止装置（hydraulic fuse）が取り付けられ、新造機は油圧系統を分散するよう設計変更が行われた。

### 後部圧力隔壁の設計変更
後部圧力隔壁についても設計の見直しが行われ、ボーイングは、2本のティア・ストラップと下部ダブラーを追加した強化型隔壁を開発し、後継のボーイング747-400に強化型隔壁を導入した。

## 事故調査をめぐる疑問点
1987年（昭和62年）6月の航空事故調査報告書の示す事故原因を巡って、航空関係者や大学の航空専門家、遺族などから疑問や異説が示されてきた。
事故から25年目の2010年（平成22年）10月、この報告書に対して8・12連絡会（遺族会）が遺族の疑問点をまとめ、国土交通省の外局である運輸安全委員会に再調査要望書提出した。運輸安全委員会は日本ヒューマンファクター研究所の本江彰（元日本航空インターナショナル機長）及び元日本航空小林忍の協力で、その疑問点を解消するための解説書を作ることになった。8・12連絡会は遺族の意見をまとめるなどし、運輸安全委員会とやり取りを重ねたが、その内容は当初より事故調査委員会が説明していた事故原因に変更はなく、2011年（平成23年）7月にその内容が公表された。2011年11月2日、航空会社11社のパイロットで構成されている日本乗員組合連絡会議（日乗連）は、この解説書について「最初に報告書が公表されて以降の新しい事実については全く検討されることなく、24年前に出された事故調査報告書の内容がいかに正しいかを解説するにとどまっている」と批判している。

### 「急減圧」は本当にあったのか
事故調査報告書では、圧力隔壁の損壊部分から与圧された客室内の空気が一気に吹き出したことで、機内には相当な減圧が発生したと推定している。事故調査委員会はこの減圧についての計算を行い、異常発生の8秒後には機内の与圧はすべて失われ、気温もマイナス40度にまで低下したことを示唆している。
事故発生時、高度は23,900フィート（7,285 m）で、気圧は0.38気圧である。もし急減圧があったなら、耳の鼓膜が破れるぐらい痛くて一時的に何も聞こえなくなり、酸素濃度が低いため意識がもうろうとする危険な状態になるが、ボイスレコーダーの音声からは操縦室で3名とも最期まで酸素マスクを使用した形跡がなく、特に身体的な異常も訴えていない。日本のパイロットのマニュアルであるAIM-j (Aeronautical Information Manual Japan）（国土交通省航空局監修）によると、「20,000フィートでは 5～12分間で修正操作と回避操作を行う能力が失われてしまい、間もなく失神する。」と記述されており、急減圧の際コックピットではすぐさま酸素マスクを装着し緊急降下することが義務付けられているが、事故機は事故発生から18分間高度20,000フィート（6,100 m）以上を維持している。生存者も室温の低下や強風も感じなかったと証言していることから、事故機に急減圧はなく圧力隔壁の損壊により客室内部の空気圧が垂直尾翼を破壊したとする事故調の結論は破綻しているとの主張がある。また、減圧があれば、機長は緊急降下をしているはずだが、18分間高度20,000フィート（6,100 m）以上維持しているので、減圧はあっても、与圧はすぐに回復したと考えられる。

#### 運輸安全委員会の回答
運輸安全委員会の2011年（平成23年）の解説書は、2009年（平成21年）7月13日に急減圧事故を起こし緊急降下をしたアメリカのサウスウエスト航空2294便の事例を示し、搭乗していた非番の機長2名の証言を紹介している。

急減圧が発生した際の123便機内の状況は、
- 客席で発生した風は、最大でも10 m/s程度[注釈 54]で7秒間ほどであった[解説 5]。
- 断熱膨張によって室温がマイナス40度まで下がっても、エアコンによって室温は3分で10度程度まで回復する[注釈 55]。また、客室内の内壁などは冷えていないため、さほど気温が下がったとは感じられない。

よって、急減圧を感じなかったのではないか、としている。
運航乗務員が酸素マスクを使用しなかったのは、事故機に生じた程度の減圧に対処するよりも操縦操作を優先したと考えられる、としている。
さらに、
- 機内で霧が発生した、という生存者の証言があること。
- 現場で発見された水平尾翼の内側から、圧力隔壁内側にあった断熱材の破片が大量に発見されたこと。

これらの証拠が急減圧と圧力隔壁破壊があったことを証明している、とした。
- 客室の風の説明図（天井裏上部に空気が多く流れているように描かれているが、報告書での開口部はもう少し下の中心寄り）
- 垂直尾翼取付部胴体フレーム （矢印部分に断熱材の破片が認められる）

### フラッター現象が事故原因ではないか
事故調査報告書の「圧力隔壁破壊が垂直尾翼の破壊をもたらした」とする結論に対して、「機体構造の修理不良によるフラッター（異常振動）による垂直尾翼の損壊等が事故の原因ではないか」という主張がある。

#### 運輸安全委員会の回答
これらの主張に対し報告書や解説書では、フラッター現象は機体強度が弱い場合に発生するが、ボーイング747は構造・機能が正常な場合はもとより、油圧が低下した場合も発生しないことが開発時に実施された試験で確認されている、としている。

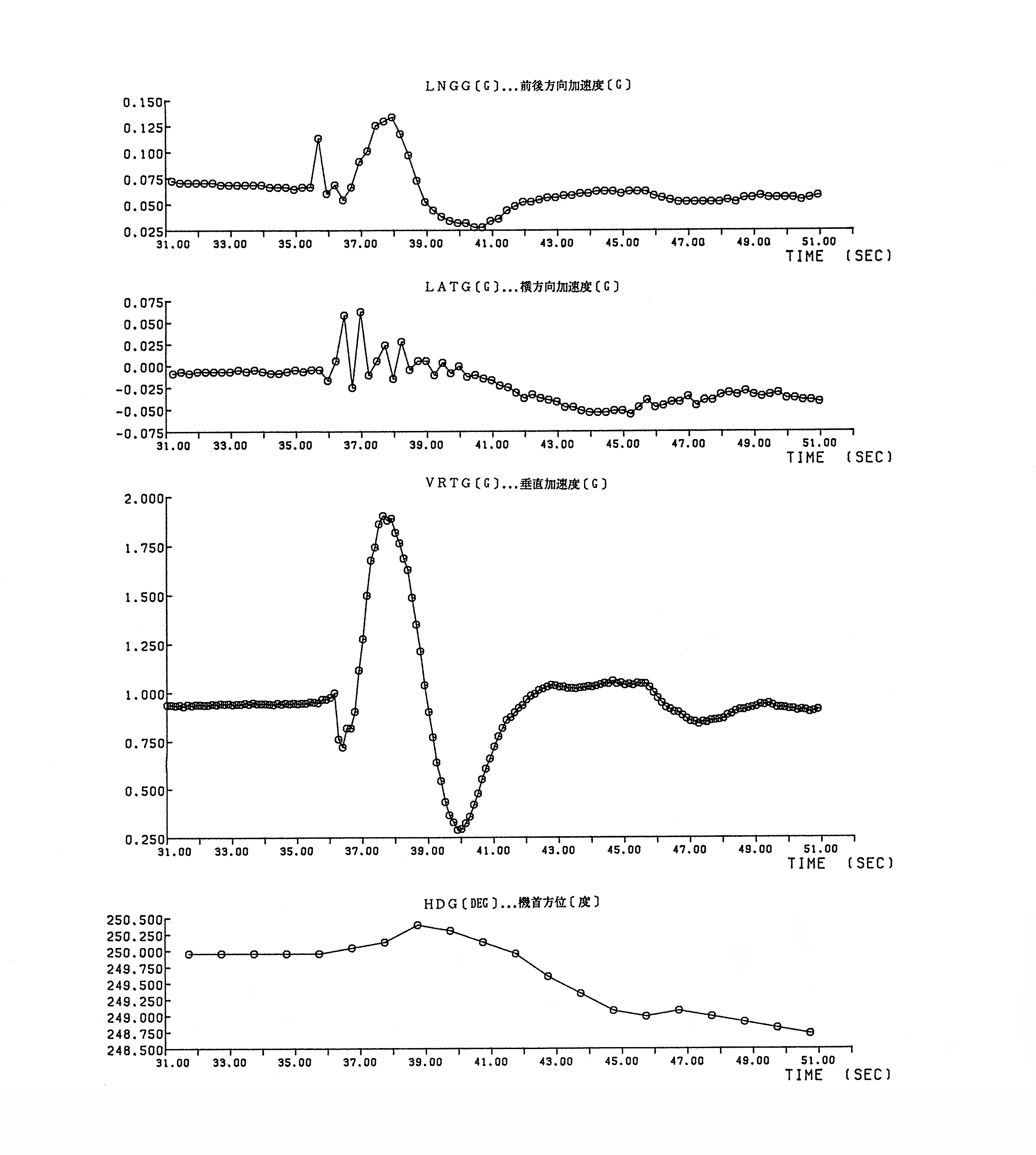
DFDR拡大図(一部)
(18:24′31″～18:24′51″)

#### 杉江弘の指摘
元日本航空機長の杉江弘は、報告書の緊急事態発生時（18時24分31秒～51秒）のデジタルフライトデータレコーダー (DFDR)のデータを基に、次のように指摘している。
フラッター現象の特徴は、初めに微振動が発生し次第に振幅が大きくなっていくものだが、DFDRの記録では先ず前後方向加速度 (LNGG)が働き、次に横方向加速度 (LATG)が働いたことが検出されている。横方向加速度の検出のタイミングと大きさ (0.08G)からみて、フラッターが主要因とする説は説明がつかない。

## 陰謀論の拡散と社会的影響

### 自衛隊関与説・陰謀論について
本事故をめぐっては、「自衛隊が訓練中に誤って撃墜した」「証拠を隠滅した疑惑がある」といった主張が、一部書籍やインターネット上で流布されている。こうした言説を扱った書籍の中にはベストセラーとなったものや、全国学校図書館協議会選定図書に指定されたものも存在する。
しかし、複数の公的機関や専門家は、これらの言説に根拠がないことを指摘している。1987年に公表された航空事故調査委員会の公式報告書は、事故原因を後部圧力隔壁の不適切な修理に起因する疲労亀裂の進展と結論付けており、隔壁の損壊によって胴体後部や垂直尾翼、操縦系統が損壊し、飛行性能の低下と主操縦機能の喪失が生じたとしている。国土交通省や歴代大臣もこの公式見解を支持しており、自衛隊が事故に関与した事実は一切認められていない。また、こうした陰謀論は自衛隊員の名誉を毀損し、事故原因や救難活動の正確な理解を妨げるものであると国会でも否定されている。
運輸安全委員会は、自衛隊の標的機が衝突したという主張についても、根拠となった尾翼の残骸付近の赤い物体は主翼の一部であることが確認されており、機体残骸から火薬や爆発物等の残留物は検出されていないと報告している。また、垂直尾翼の破壊が内部から外部に向かっていることや、油圧作動油が垂直尾翼から噴き出していた現象も、外部からの衝突や攻撃では説明できないとされている。
これらの撃墜説や米軍関与説などの主張は、社会的にも「陰謀論」として位置付けられ、否定的に扱われている。日本ファクトチェックセンターは「証拠に基づかぬ臆測がSNSで拡散され、社会的混乱を招いている」と分析している。産経新聞も「日航機墜落事故をめぐる陰謀論」と明記し、誤った情報の拡散に対する危機感を示している。また、航空評論家の杉江弘は著書『JAL123便墜落事故 自衛隊&米軍陰謀説の真相』で「自衛隊ミサイル誤射説」や「米軍陰謀説」などの主張を「陰謀説」「都市伝説」と呼び、これらが事実無根であることを論じている。杉江は、自衛隊の標的機が垂直尾翼に衝突したとすれば、機首は標的機の飛んできた方向に振れるはずだが、機首方位 (HDG)は約5秒間微動だにせず、10秒後もほぼ250度を維持していたと指摘する。また、横方向加速度 (LATG)は最大でも0.1Gにも達しておらず、垂直尾翼に横から力が加わったとは到底考えられないとし、横方向からの衝突可能性を否定している。さらに、前後方向加速度 (LNGG)が検出されているのは、補助動力装置 (APU)が破壊され噴出した空気の反作用と考えるのが自然であると述べている。
その他にも、「待機命令を無視して救助に行こうとした隊員を射殺」というテロップが表示されているNHKのニュース番組と思われるキャプチャが拡散されているが、NHKの広報局は「偽動画」、つまりフェイクニュースであると一蹴。「必要な手続きを進めて削除に努める」と回答している。

## 民事訴訟

### ボイスレコーダー音声の流出
墜落事故から15年を迎える直前の2000年（平成12年）8月7日、毎日新聞の朝刊にて、事故調査報告書作成のために使用した一部の資料を、翌年4月1日に控えた行政機関の保有する情報の公開に関する法律（情報公開法）の施行を前に、事故調査委員会がマイクロフィルム化など別の手段で保存した上で廃棄していたことが報じられた。再調査を求める一部の遺族らは「再調査への道を閉ざす行為」と批判した。
時を同じくして、事故機のコックピットボイスレコーダー (CVR：Cockpit Voice Recorder、操縦室音声記録装置)を再録したカセットテープが、何者かによって各マスメディアに送りつけられていた。8月8日に放送されたTBS（JNN）系列の夕方のニュース番組『ニュースの森』で初めて報道公開されたのを皮切りに、テレビ各局で相次いで放送され一般人が墜落直前のコックピットの様子を知ることとなった。2005年に放送されたドラマ『ボイスレコーダー～残された声の記録～』では、CVR音声流出からTBSが一番最初に報道公開に踏み切った経緯が描かれている。
CVRは30分間のエンドレステープ4チャンネルからなり、管制交信・乗員の会話・乗客に対するアナウンス・マーカー音など、4通りとなっている。流出したカセットテープの音声はこれらが繋ぎ合わされた32分間のもので、無録音部分も多い。

### 遺族の生データ開示要求訴訟
2021年（令和3年）3月26日、遺族の吉備素子と佐々木祐副操縦士の実姉がJALに対しボイスレコーダー・フライトレコーダーの生データの開示を求め東京地裁へ提訴した。2000年に流出したボイスレコーダーは4チャンネルを編集したもので生データは現在も非公開のまま。2018年と2020年にボイスレコーダーとフライトレコーダーの生データの開示をJALに求めたが、JALは「公調査目的以外の使用は禁じられている」などの理由で応じていなかった。実際に国際民間航空条約の附属書13の5章で以下のように原則禁止する旨の条文が書かれている。
事故から現在まで、国やJALは調査資料の開示に応じていない。原告は、開示は遺族の当然の権利としている。
2022年（令和4年）10月、東京地裁は1991年までに和解が成立しているとして原告の要求を棄却した。しかし吉備は、当時JALの発表に疑問がつのり、当時のJAL社長高木養根や、旧運輸省、群馬県警本部長の河村一男、上野村村長の黒沢丈夫に面会したが明快な答えは示されなかったため集団提訴に加わったとし、過去にJALらと交わした和解について、JALから修理ミスによる後部圧力隔壁の破壊が事故の原因と説明され「生活に困っている人がいると言われ、慰謝料の部分だけ和解した」としている。
原告は控訴し、控訴審の第2回口頭弁論が2023年（令和5年）4月11日に東京高等裁判所808号法廷（土田昭彦裁判長）で開かれた。
この訴訟は、1. 日本国憲法第13条に基づく人格権（プライバシー権）及び個人情報の保護に関する法律（個人情報保護法）第28条1項に基づく個人情報開示請求権、2. 同社国内旅客運送約款に基づく安全配慮義務にともなう信義則上の情報提供義務履行請求権、の2つの請求権に基づきボイスレコーダーとフライトレコーダーの開示を求めるもの。
原告側は吉備のほか6名の代理人弁護士、被告側は3名の代理人弁護士が出廷し、約40名が傍聴した。
当時の和解について、吉備は「慰謝料を出すので和解しろと言われ、瞬時に嫌だと思った。そのような説明では納得できないから。しかし、弁護士から『生活に困っている人がいるから』と言われ、その部分だけ和解したつもり」としている。
一審の第1回口頭弁論までいたもう1名の原告（佐々木祐・副操縦士の実姉）は第2回期日の直前に訴訟を取り下げた。吉備は「ほかの遺族は傷つけられるので、闘うのを怖がっている。それで私は、遺族会を抜けた。これ以上、他の人を誘うことはできない。副操縦士の姉も傷ついたのでしょう。市原さんを気の毒に思う」とした。
控訴審は2023年（令和5年）6月1日に判決公判が開かれ、控訴を棄却する判決が言い渡された。

#### 裁判の争点
この訴訟の最大の争点は、和解の効力を裁判所がどう判断するか。和解条項には「原告らは本件事故に関し、今後、いかなる事情が生じても、被告（ボーイング）および利害関係人（JAL）に対し、一切の異議を述べず、また何らの請求をしないものとする」と記述がある。
裁判後、三宅弘弁護士は和解の効力について「被告は和解が成立しているから無効だと主張するが、吉備さんは『お金のところだけ和解した』と言っている。この問題は審理されていない」としている。
遺族との和解の経緯についても、「被告はボーイング社だったところに、最後にJALが出てきて和解しているから、信義則に反する」と指摘。新証言・証拠を挙げて「真実の一端が示せているのだから、従前の和解の範囲外」、裁判所は生データの開示を命じるのが当然であると主張した。

## 乗客や著名人など
| 国籍           | 乗客 | 乗員 | 計  |
| -------------- | ---- | ---- | --- |
| 日本           | 487  | 15   | 502 |
| アメリカ合衆国 | 6    | 0    | 6   |
| イギリス領香港 | 4    | 0    | 4   |
| インド         | 3    | 0    | 3   |
| 韓国           | 3    | 0    | 3   |
| イタリア       | 2    | 0    | 2   |
| 中国           | 1    | 0    | 1   |
| 西ドイツ       | 1    | 0    | 1   |
| イギリス       | 1    | 0    | 1   |
| ほか           | 1    | 0    | 1   |
| 合計           | 509  | 15   | 524 |

123便の座席表。機内はほぼ満席であったが、乗り遅れなどで僅かに空席があった。
灰色：使用席
白色：空席
赤色：生存者

事故が発生した日は月曜日の「お盆の入り」の前日で、夕方の混雑時間帯の便であったためビジネス客や帰省客が多かった。また、夏休み中ということもあり東京ディズニーランドや当時開催されていたつくば科学万博の観光客なども多く、ほぼ満席の状態だった。休暇中の全日空社員数名も自社便が利用できず、当便に搭乗していた。
外国人の犠牲者は22名で、商用で乗り合わせた者が大半だった。

### 犠牲になった著名人
- 坂本九（歌手） - NHK-FMで『歌謡スペシャル 秋一番!坂本九』[注釈 58]の収録後、友人の元マネージャーの選挙応援として、翌日の事務所開きに出席するため大阪に向かう途中。当初は午前中にテレビ新広島制作のクイズ番組「クイズクロス5」の収録を終えた後に高速道路を利用して広島から直接大阪入りする予定だったが、前述のラジオ収録の仕事が入ったため、広島から一旦帰京して収録を済ませた後に大阪に向かっていた[177][注釈 59][注釈 60]。
- 北原遥子（女優・元宝塚歌劇団雪組娘役） - 帰省先の横浜の実家から大阪の友人に会いに向かう途中[178]。
- 中埜肇（阪神電気鉄道[注釈 61]専務取締役鉄道事業本部長・阪神タイガース球団社長）、石田一雄（阪神電気鉄道常務取締役） - 以上2名は阪神電気鉄道久万社長の代理で、都内の運輸省（現・国土交通省）本庁舎で開催された日本民営鉄道協会の会議の帰途[179][180]。
  - 当年、阪神タイガースの選手、監督、コーチが事故後「中埜社長のためにみんなで頑張ろう」と誓い合い優勝に繋がったと当時の選手が語っている[181]。1985年の阪神タイガースの日本シリーズ優勝の際は優勝パレードは行われなかったが、これは本件事故が原因とも言われる[182]。
  - 阪神タイガースの選手たちは前日に試合を行った福岡市（平和台球場）から次の試合会場である後楽園球場へ向かうため、事故機を使用した366便に搭乗して羽田空港まで移動していた。これ以降、日本プロ野球では試合会場へ移動する際に航空機利用を極力避けるようになったと言われる[注釈 62][要出典]。
- 浦上郁夫（ハウス食品工業〈現・ハウス食品グループ本社〉代表取締役社長） - ハウス食品工業はグリコ・森永事件で標的となっていた。事故当日に犯人グループから「犯行終息宣言」が届いたため、そのことを父であり先代社長でもある浦上靖介の墓前に報告すべく大阪に向かう途中。本件事故の影響で、ハウス食品はCMの放映を数日間自粛した[183]。
- 竹下元章（元広島カープ捕手、指月電機製作所社員） - 第67回全国高等学校野球選手権大会で群馬県代表となった東京農大二高野球部在籍の息子を応援のために甲子園球場へ向かう途中[184][185]。
- 塚原仲晃（医学博士・大阪大学基礎工学部教授） - 1986年から開始予定であった文部省（現・文部科学省）特定研究「脳の可塑性」の責任者として同研究に関する文部省との打ち合わせの帰途[186]。
- 辻昌憲（元自転車競技選手、1964年東京オリンピック代表・シマノレーシング監督） - 都内の日本アマチュア自転車競技連盟での打ち合わせの帰途[187]。
- 石野喜一（神栄石野証券〈SMBC日興証券の前身会社のひとつ〉代表取締役社長）[183]
- 緋本こりん（同人漫画家、本名生駒隆子） - 11日に晴海の東京国際見本市会場で開催されていたコミックマーケット28及び、それと日程を合わせて開催されたアニメ雑誌『ファンロード』関連のイベントに参加してからの帰途[188]。他のイベント参加者数名も当便に搭乗し犠牲となっている一方で、後述のモノレール遅延に巻き込まれ搭乗しなかった参加者もいた。
- 藤島克彦（コピーライター、当時電通大阪支社に勤務） - 東京出張からの帰途[189]。
- 山本幸男（ミサワホーム専務取締役） - 大阪での会議に向かう途中[190]。
- 和田浩太郎（美容研究家、ミス日本審査員、和田静郎の長男）- 友人である稲川淳二が出演するテレビ番組「稲川淳二のためになる話」の収録を手伝った後、私用で大阪に向かう途中[191]。
- 吹田暁子（歌手、タレントである吹田明日香の母親）- 東京在住の姉に会い、その後大阪に帰る途中[192]。
- 佐藤早苗（伊勢ヶ濱部屋 (1929-2007) 女将、7代伊勢ヶ濱の妻）- 夫の7代伊勢ヶ濱が東北地方へ地方巡業していたため、その間を利用して長男・長女と共に実家のある大阪に向かう途中[193]。
- 湯川昭久（住銀総合リース副社長、バイオリニスト•ダイアナ湯川の父）-大阪に航空機のリースのための商談に向かう途中。なおダイアナ本人は事故後1ヶ月後に誕生している[194]。

### 搭乗予定だった著名人

#### 別の航空機に搭乗
- 明石家さんま（お笑いタレント） - 以前はMBSヤングタウン月曜日出演のため東阪間を移動する際に当便をよく利用していたが、自身が主役として出演していたコメディ番組『さんまの駐在さん』（ABCテレビ製作）の収録が事故発生1カ月前の同年7月に火曜日から月曜日に変更されたことで、移動日が日曜日となったため123便に乗る必要がなくなり、前日に別便で移動。その難を逃れた[195]。当日のMBSヤングタウン月曜日ではさんまは言葉を失うほどのショックを受け、音楽を交えながらニュースを伝えた。本件事故を機にさんまは毎日放送の大阪本社での仕事以外でも東京～大阪間の移動には東海道新幹線を利用するようになったという[196][197]。
  - 当初言われていた「『オレたちひょうきん族』（フジテレビ）の午後の収録が予定より早く終了し、123便の予約をキャンセルし、1本早い全日空便で大阪入りした[198]」という話は、後に誤りだと判明している。

- 麻実れい（女優、元宝塚歌劇団員[注釈 63]） - 当便に搭乗する予定であったが、仕事が予定より早く終わり、一便早い飛行機に振り替えた[199]。
- 東ちづる（タレント） - ソニーを辞めて芸能界入りする直前、友人と遊ぶために大阪から上京し、JAL123便で戻る予定だったが、別の友人と会う為に直前に一つ遅い便に変え、到着した伊丹空港で事故を知ったと2025年8月10日、事故後初めて応じた朝日新聞の取材で明かした[200][201]。本人は、自身がキャンセルしたことで犠牲になってしまった人が居るかもしれないというという自責感と恐怖が襲い、犠牲者や遺族に申し訳ない気持ちで当時は語ることが出来なかったが、2022年にFacebookで追悼メッセージを投稿した際[202]想像以上に周りの関心が低かったことから、事故後の記憶の風化が進む怖さを感じ、語ることで少しでも多くの人が空の安全に目を向けてくれるきっかけになればと、迷いつつも気持ちが変わったということを話している[203]。
- 当時の『笑点』大喜利レギュラーメンバー（五代目三遊亭圓楽、桂歌丸、林家木久扇（当時・初代林家木久蔵）、林家こん平、三遊亭小遊三、六代目三遊亭円楽（当時・三遊亭楽太郎）、七代目桂才賀（当時・古今亭朝次）、山田隆夫）- 13日の徳島での阿波踊りに参加するため予約していた徳島空港行きの便が遅延、さらに同空港が悪天候のため条件付き運航になった。そこで当便に搭乗して神戸港から船で徳島入りする案が出た[注釈 64]が、こん平が「いいじゃないかい、決まった便でゆったり行こうよ。きっと徳島空港に着陸できるよ」と提案したことにより、予定通り徳島便に搭乗した。一行は徳島到着後、空港から宿泊先のホテルへ移動中のタクシーで事故を知ったという[204]。なお、同行予定だった広告代理店の数名が当便に搭乗しており、犠牲となった。歌丸は後年「もしあの時に乗ってしまっていたら笑点の歴史はそこで終わっていたか、今とは全然違う番組になっていたかもしれない」と述懐している。
- ジャニー喜多川（芸能プロモーター・音楽プロデューサー・ジャニーズ事務所代表取締役） - 事故前日に大阪の新歌舞伎座で幕を開けた舞台「森の石松」主演の近藤真彦の応援のために搭乗予定だったが、初日に近藤が開く記者会見に来て欲しいと要請を受け、前倒しで11日に大阪入りした[205]。
- 大西満（釣り師） - 事故当日は墜落現場から約50数kmに位置する前橋市の利根川で釣りファンを相手に15時頃までの予定で鮎釣りの講習を行っており、羽田19時35分発の伊丹行の飛行機に搭乗し帰阪する予定であった。しかし前日に降った大雨の影響で川の水が濁っており肝心の鮎が見えにくかったことなどから講習会は予定より1時間ほど早く終了したため家族には18時頃の便で帰ることを伝えた。大西が釣具店を出発する直前に、「がまかつ製の釣竿が壊れたので修理をしてほしい」と知人から依頼され、[注釈 65]その釣竿を修理していたため、羽田空港へは30分以上遅れて到着。当便のキャンセル待ちに並んだものの、満員かつ空席待ち2人前で締め切られたため123便への搭乗を断念し、後発の東亜国内航空（後の日本エアシステム、現在は日本航空に統合）207便に変更した[206]。別便に変更したことを家族に伝えなかったため、パニックに陥っている家族及び近隣住民の渦中に帰宅することとなり、大阪の自宅に着いてから事故を知ったという[207]。
- 村尾晞峰（書道家） - 都内で行われた書道展の表彰式が予定より早く終わったために、帰阪する際に一便早い別のJAL便に搭乗した[208][209]。

#### 東海道新幹線で移動
- 逸見政孝（当時フジテレビアナウンサー）とその家族（晴恵・太郎・愛） - 夏季休暇[注釈 66]で大阪の実家に帰省するため当機に搭乗予定だったが、予約時既に満席だったことや、妻・晴恵から「4人だったら新幹線のほうが安い」と提案されたこともあり、東海道新幹線の「ひかり」に変更した。実家に着き、夕飯の最中のニュース速報で事故を知った[210][211]。
- 稲川淳二（タレント） - 東京で健康番組「稲川淳二のためになる話」の収録を終えたあとに大阪入りするため搭乗予定だったが、事故当日は立つのが辛いほど体調を崩していて、大事を取り休養。翌朝に東海道新幹線ひかり号の一番列車で大阪へ向かうようスケジュールを変更し当該便をキャンセルしたため本件事故から逃れた[212]。前述の通り同番組を手伝った和田が当便に搭乗し犠牲となったため、稲川本人は「これが運命の分かれ目」と、2005年7月リリースのDVD-Video「稲川淳二の夜話シリーズ」第4弾「稲川淳二の怪異夜話」の第7話（日航機123便）にて述懐している。
- 勝谷誠彦（コラムニスト） - 友人に会いに京都市へ向かうために当機に搭乗する予定だったが、東海道新幹線で移動することにした[213]。
- 神田敏晶（ITジャーナリスト） - 大阪への帰郷時に利用を検討するも、当便を含めた航空機が満席だったため搭乗を断念し、東海道新幹線に変更した。実家に到着後、友人と朝まで酒を飲み、昼頃に起きて事故を知った[214]。

#### 搭乗をキャンセル
- 久万俊二郎（阪神電気鉄道社長・阪神タイガースオーナー） - 前述の日本民営鉄道協会の会議に出席し終了後に当便で帰阪する予定だったが、私用で出席できなくなったことにより、中埜・石田の両名が代理で出席した。
- 佐々木正（電子工学技術者、シャープ副社長） - 大阪の実家に帰省するために搭乗予定だったが、フィリップス本社の社長との会食の予定が入り搭乗をキャンセルした[215]。
- 少年隊（ジャニーズ事務所所属ユニット）のメンバー（錦織一清、植草克秀、東山紀之） - 前述のジャニー喜多川と搭乗予定であったが、キャンセルし東京に残った[205]。
- 舛添要一（政治家） - 当時は東京大学教養学部助教授で、当便のチケットを所持していたが、最終的には搭乗しなかった[要出典]。なお、東京大学生時代にはよど号ハイジャック事件の難も逃れている[要出典]。

#### 搭乗せず
- 深田恭子 - 当時2歳で、大阪に向かうために家族が123便を予約していたが、当時唯一の鉄道路線[注釈 67]だった東京モノレール羽田空港線が遅れ、結果的に搭乗しなかったことで難を逃れた[216][信頼性要検証]。
- 小泉今日子 - 直接事故機に搭乗する予定はなかったが、事故機を利用した直前のフライト（JAL504便、千歳発羽田行き）を使い、札幌から東京に向かっていたことを事故当日出演のテレビ番組（後述）にて明らかにしていた[要出典]。

## 追悼施設

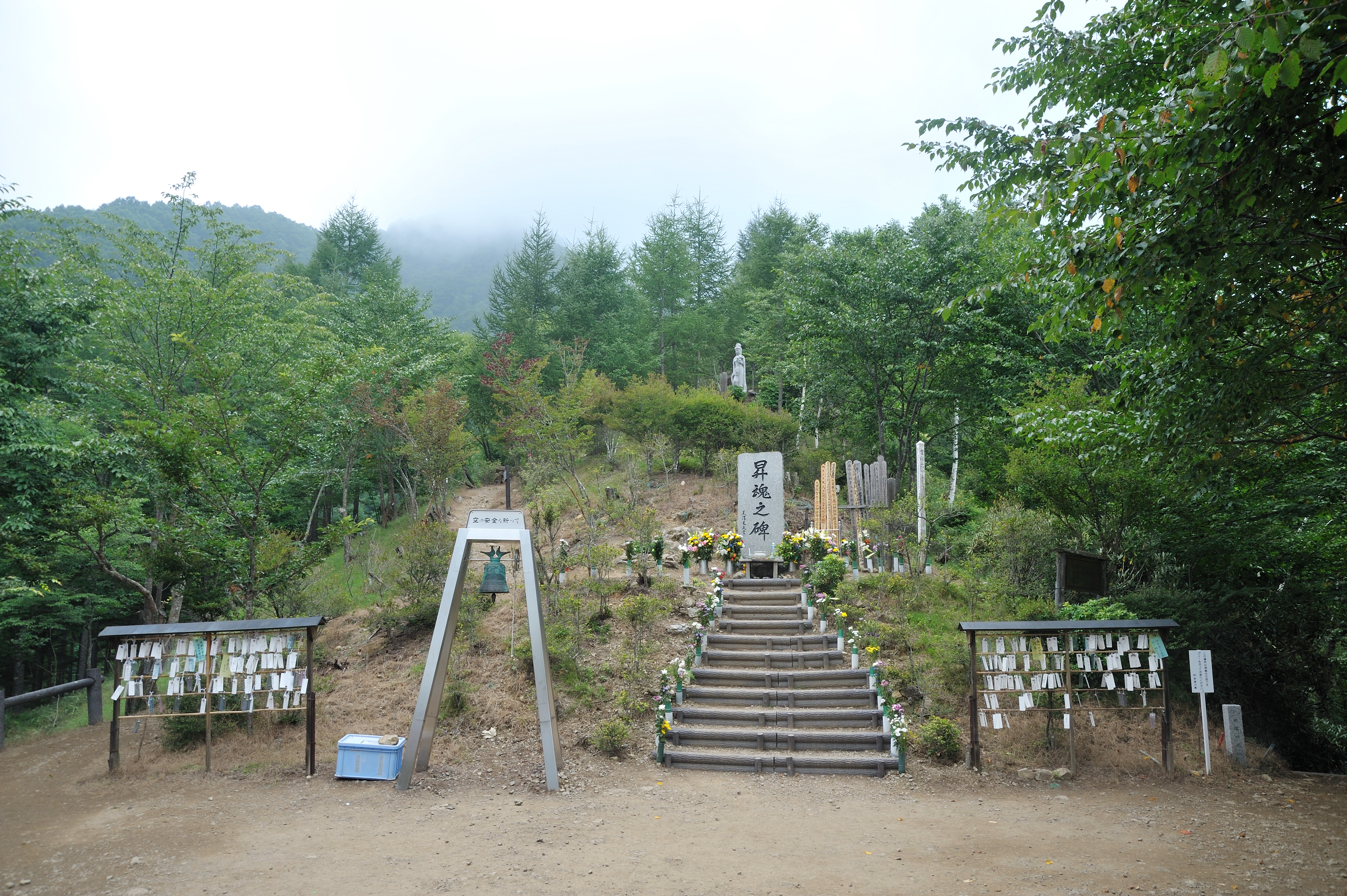
昇魂之碑（墜落現場）

墜落現場には「昇魂之碑」（慰霊碑）が建立されている。また、身元不明の遺骨は現場より北東へ10 km離れた国道沿いの「慰霊の園」に埋葬されている。

## 事故後

### 8・12連絡会と航空安全国際ラリー組織委員会
本事故の犠牲者の遺族は、1985年（昭和60年）12月に遺族会「8・12連絡会」を結成した。連絡会は、事故原因の究明や航空安全の推進について、JALやボーイングなどの事故関係者や、社会全般に訴えることを活動目的の一つとしており、会の内部に原因究明部会や技術部会など部会を置いて、原因の究明や航空安全に関する独自の研究活動を行った。
技術部会は後に「航空安全国際ラリー組織委員会」として独立し、航空安全シンポジウムの開催や、墜落時の衝撃を和らげる座席の開発提言などの活動を続け、2009年（平成21年）3月には、国際的な航空安全に貢献したとして、全米航空惨事被災者同盟 (NADA)の最高賞「航空安全賞」を受賞した。

### 航空輸送量の減少
本事故が起きた1985年度には、国内線旅客は前年度の対前年度比9%増から一転して同2.1%減となり、各航空会社とも経営が悪化した。これに対し新幹線旅客は、輸送人員で前年度の対前年度比1.5%増から飛躍的に増加し、同9.8%増となった。

### 事故後のJAL

#### 欠番
羽田 - 伊丹線往路「JAL123便 (JL123)」という便名は、1985年（昭和60年）9月1日のダイヤ以降に欠番となった。しかし、2020年8月に成田空港で折り返し準備のため整備作業中の777-346ER「JA740J」において、同作業の工程で用いるダミーの便名として『JAL0123』を使用していたことがFlightradar24で発見され、日本航空は『偶然、欠番と一致してしまった』として謝罪・再発防止策を講じる意向を示している。

#### 747SRの退役

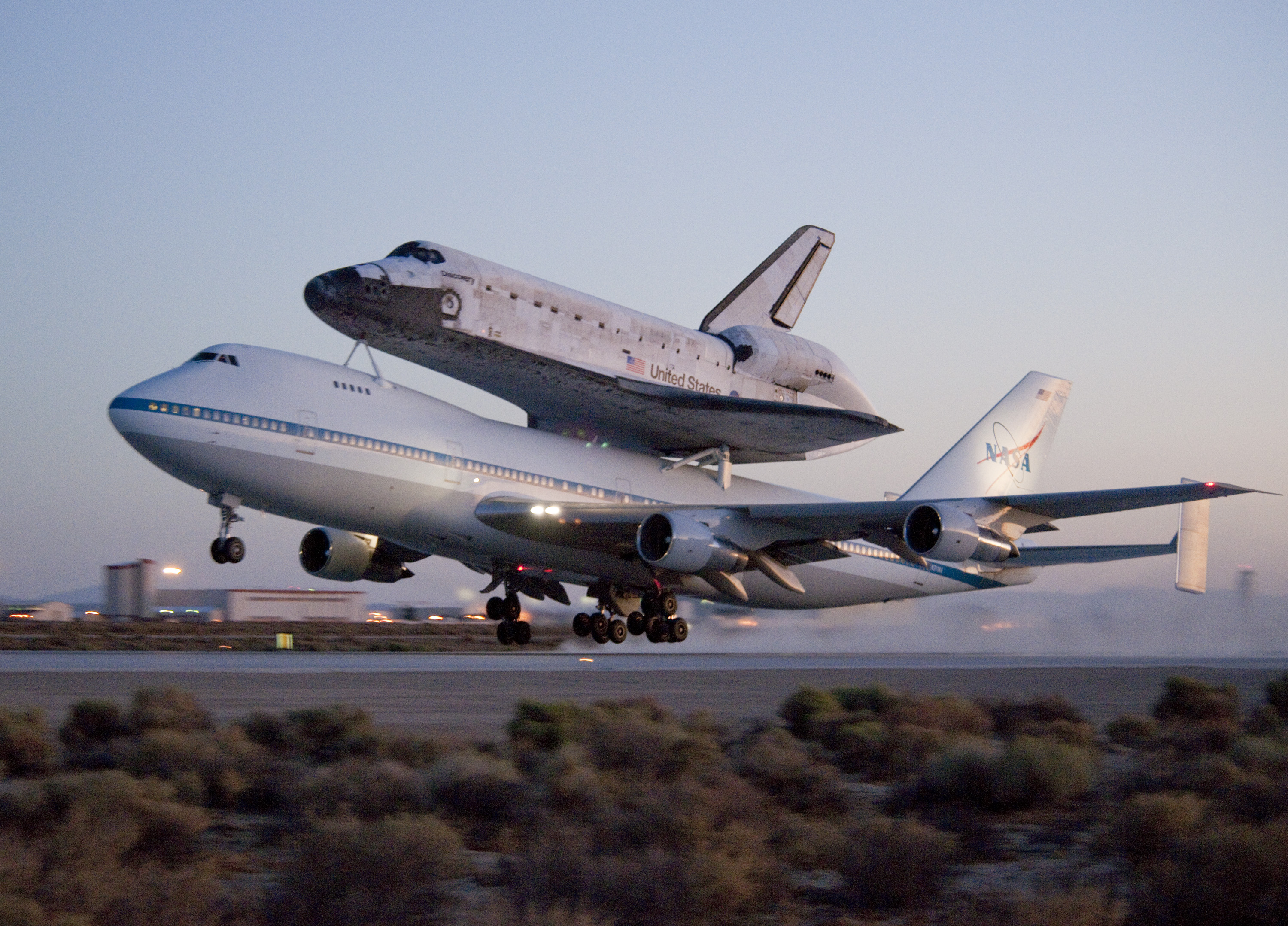
スペースシャトル輸送機
（N911NA、元JA8117）

747SRは、JALがローンチカスタマーであったが、事故を受けて同型機は-300SR・-400Dなどの後継機材の導入に合わせ、1988年から1994年にかけて全て売却された。
事故機JA8119と同時期に導入されたJA8117は、アメリカ航空宇宙局 (NASA)がスペースシャトル「チャレンジャー」の爆発事故を受けて、シャトル輸送機の改造ベースとして購入。N911NAとして1990年から2012年2月8日まで活躍した。退役後2014年9月より、カリフォルニア州Joe Davies Heritage Airparkで屋外展示されている。NASAは受領の際、機体の整備技術に敬意を表し、JALの整備部に表彰状を贈った。
JA8118は、ボーイングが金属疲労試験機として買い戻した。現在、2階建部分の胴体の一部を輪切りにし、ブリティッシュ・エアウェイズ塗装に塗り直され、ロンドンの英国国立科学産業博物館で展示されている。

#### 安全啓発センターの設置
2006年（平成18年）4月24日、東京国際空港整備地区に『日本航空安全啓発センター』が開設された。
事故機の残骸は、警察や検察庁の事故検証のあと、同社の新東京国際空港にある格納庫内に保存されていた。破棄が検討されたこともあったが、8・12連絡会がJALに請願した結果、保存されることとなった。
事故前のJAL社内を知らない社員が9割以上になったことを受け、2012年（平成24年）以降は風化防止のため、JALグループの全社員35,000人に対し、同センターの見学を義務化した。新入社員研修においては同センターの見学に加えて、御巣鷹山の慰霊登山と、事故関係者による安全講話を実施している。2013年（平成25年）9月30日に一旦閉館後、同年12月10日に新整備地区にあるJALメインテナンスセンター1内へ移転し、リニューアルオープンした。JAL社員・関連会社向けの研修施設であるが、一般にも公開されており、事前に申し込みをすれば見学することができる。

#### テレビ番組の協賛自粛
事故をきっかけとして日本航空が協賛して賞品のハワイ旅行を提供していたテレビ番組『アップダウンクイズ』（毎日放送制作、ロート製薬提供）にて協賛のクレジットを自粛。事故の前までは、番組開始前のカウキャッチャーとして19時ちょうどにJALグループのCM（ジャルパックなど）が流れ、その後にロート製薬のオープニングキャッチに入っていたが、事故後には19時になるとすぐにロートのオープニングが流れるようになった。なお『アップダウンクイズ』自体もマンネリ化や競合裏番組の出現により視聴率の低下を招いていたことが相まって、事故と同年の1985年10月6日の第1084回を以て放送終了を迎えている。

#### 本事故以降のJALが関係した死亡事故
- 日本航空MD11機乱高下事故（1997年）：この事故では事故による受傷が原因で客室乗務員1名が20か月後に死亡している[234]が、国際民間航空条約に基づく死亡（事故後30日以内に死亡）には該当していない。

- 羽田空港地上衝突事故（2024年）：衝突した海上保安庁機とともにJAL機が炎上して全損。この事故でJAL機側に死者は出なかったものの、海上保安庁機に搭乗していた乗員5人が死亡している[235]。

## 報道
時事通信
19時13分「東京発大阪行きの日航123便がレーダーから消えた」と、ニュース速報を加盟社に配信した。報道機関による第一報。
NHK
NHK総合テレビジョン・NHK衛星第1テレビジョンは19時26分、『7時のニュース』の終了直前にキャスターの松平定知が短く第一報を伝えた。19時30分から『NHK特集 人間のこえ 日米独ソ兵士たちの遺稿』が始まるが、番組中にニュース速報（テロップ）があり、「羽田発大阪行き日航機 レーダーから消える 日航機には乗客497人が乗っている 運輸省に入った連絡では日航機から 緊急事態が起きたとつたえてきた」（原文）という内容が放送された。その後、19時50分に同番組を打ち切り、報道特別番組（特設ニュース）を終夜放送した。報道特別番組は当時『ニュースセンター9時』キャスターだった木村太郎が19時50分から0時まで担当し、22時過ぎからは柳田邦男が解説に加わった。
報道特別番組としては翌13日6時で一旦一区切りとなり、引き続き『NHKニュースワイド』も内容を変更して関連のニュースを伝えた。8時15分以後は連続テレビ小説（朝ドラ）『澪つくし』と第67回全国高等学校野球選手権大会の5日目の中継以外の番組は休止し、甲子園からの中継内も含めて臨時ニュースを継続。『正午のニュース』は12時40分まで全国ニュースを拡大し、『7時のニュース』も20時50分まで拡大して関連ニュースを伝えた。なお、12日に途中で打ち切られた『NHK特集 人間のこえ 日米独ソ兵士たちの遺稿』はこの日の『ニュースセンター9時』終了後に振替放送された。事故関連のニュースはラジオ第1放送でも続けられた。
日本テレビ (NNN)
19時30分ごろ、『大きなお世話だ!』の冒頭にてニュース速報（テロップ）で第一報を伝えた。20時からの『ザ・トップテン』生放送のオープニング中であったが、司会者（堺正章・榊原郁恵）の堺は緊急ニュースであることを告げ、ニューススタジオに映像が切り替わった。当時同局アナウンサーの小林完吾が随時最新情報を伝えた。番組内で小泉今日子が当日、千歳発東京着の便に搭乗したことを話した。偶然にも、小泉が搭乗した便は事故機を使用したJAL504便であった。20時55分からの『NNNニューススポット』、21時からの『NTTアワー TIME21』、22時からの『やす・きよのスター爆笑Q&A』（読売テレビ制作）を休止して『NNN報道スペシャル』で続報を伝え、23時の『NNNきょうの出来事』以降、事故関連ニュースを終夜放送した。
翌13日朝にも『ルンルンあさ6生情報』以降、特別編成で夕方まで詳報した。
TBS (JNN)
19時30分ごろ、『クイズ100人に聞きました』放送中にニュース速報（テロップ）で第一報を伝えた。20時54分からの『JNNフラッシュニュース』は21時30分まで延長し、21時32分から『月曜ロードショー』枠での映画『東京裁判 後編』の放送中にもテロップ速報を随時挿入した。
映画終了後、翌13日0時02分から『JNNニュースデスク』は内容を変更し、1時30分まで延長。本来担当するキャスター加藤和雄（当時共同通信社勤務）ではなく『JNNニュースコープ』キャスターの田畑光永が兼任して担当した。以後6時30分まで関連ニュースを終夜放送で伝え、6時30分からの『JNNおはようニュース&スポーツ』以降も、報道特番またはそれに準ずる態勢で夕方まで詳報した。また生存者救出について撮影はしてたものの生中継する装備を持っていなかったため、現地からのスクープな映像はテープを持った取材者が山を下りてから夜になっての放送となった。
フジテレビ (FNN)
19時30分すぎ、『月曜ドラマランド』開始直後のニュース速報（テロップ）で第一報を伝えた。その後21時台の『夜はタマたマ男だけ!!』まではテロップ速報のみで対応したが、22時からの『三枝の愛ラブ!爆笑クリニック』（関西テレビ制作）を休止して『FNN報道特別番組』を開始し、その後はCM全面カットで約10時間詳報した。担当は露木茂と幸田シャーミン。
13日6時30分『FNNモーニングワイド』以降、報道特番またはそれに準ずる態勢で詳報した。
13日11時30分『FNNニュースレポート11:30』で、墜落現場に到着した中継スタッフから放送直前の11:20に生存者発見の一報を受け、ヘリスターがあったこともあり、生存者救出映像を、御巣鷹の尾根現場から唯一生放送し、独占スクープとなった
正午からの『笑っていいとも!』では、オープニングで森田一義（以下、タモリ）が客入れの時間で生存者がいた事を知らなかった観客にこの事を伝えると、観客が驚く一幕があった。その後、タモリと『ニュースレポート』から引き続き報道センターに残った露木茂との掛け合いで、12時3分ごろから12時30分すぎに一時中断し、生存者救出の生放送を中継した。また、『ライオンのいただきます』以降の番組を休止して、夕方まで報道特番もしくは準ずる態勢で詳報した。
テレビ朝日 (ANN)
19時30分ごろ、『月曜スペシャル90』の冒頭にてニュース速報（テロップ）で第一報を伝えたあと、番組を中断して『ANNニュース速報』をニュースデスクから萩谷順が伝えた。20時55分の定時ニュースに続き、21時からの『月曜ワイド劇場』を休止して『ANN報道特別番組』を放送した（当時『ニュースステーション』はまだ開始前だった）。23時から『ANNニュースファイナル』を30分拡大し、以降終夜放送で詳報した。
翌13日にも『おはようテレビ朝日』以降、『モーニングショー』などで報道特番、もしくは準ずる態勢で夕方まで詳報した。
毎日放送（MBSテレビ・ラジオ）
当日22時からのラジオ番組『MBSヤングタウン』は内容のほとんどを関連ニュースに変更し、ニュース以外は音楽を流した。同番組に出演していた明石家さんまは前述の通り以前は当便に搭乗することが多かったが、移動日が日曜日に変わったため難を逃れた。
テレビではキー局TBSとほぼ同一内容の特番体制で詳報した。
ニッポン放送（NRN・AMラジオ）
通常放送の生番組（『ヤングパラダイス』など）の中で随時速報した。
13日午前1時からの『中島みゆきのオールナイトニッポン』（この日は中島のスケジュールの兼ね合いで当初から事前収録の予定だったが、結果的にお蔵入りとなった）は休止となり、その日の2部を担当していた当時同局アナウンサーの上柳昌彦が午前5時までの4時間、全国ネットで詳報した。
エフエム東京（JFN・FMラジオ）
13日午前0時からの日本航空一社提供番組『JET STREAM』は番組内容を急遽変更して「JFN報道特別番組」に近い体制を取り、事故の詳細や乗員・乗客の全氏名などを伝え続けた。
新聞各紙
13日の朝刊各紙は墜落地点を特定できないうちに印刷時間となったため、墜落地点を「長野・群馬県境」といった曖昧な表現となった。
上毛新聞
地元群馬県の上毛新聞は8月14日の朝刊一面で、13日11時10分、消防団員らに担架で救出される非番の客室乗務員のカラー写真を掲載した。
写真週刊誌
事故当時写真週刊誌は、『FOCUS』（新潮社、休刊）、『Emma』（文藝春秋、休刊）、『FRIDAY』（講談社）が刊行されていたが、尾根に散った乗客や乗務員の遺体写真を無修正で掲載していた。

## 報道機関の問題行動
多くの取材陣が事故現場や遺体検視所、生存者が収容された病院、遺族宅などに殺到し、様々な問題行動を起こした。
墜落現場での取材活動
御巣鷹の尾根での取材活動の際、現場の中に入り込んで動き回ったため、飛散していた乗客の遺体を足で踏みつけていたり、生存者を包んでいた毛布を剥ぎ取って写真を撮影した報道陣がいた。
遭難記者の続出
河村一男によると、8月13日18時10分、全国紙の前橋支局長が「昨夜から山に入った支局員が帰ってこない。捜索してもらえないか」と地上捜索を依頼してきたり、長戸沢の奥の尾根に迷い込んだ地方テレビ局や写真週刊誌などの記者数名が、軽装登山の挙げ句「動けなくなったのでヘリで助けて欲しい」と救助を依頼、不足しているヘリを割いて長野県警が救助にあたったという。
事故調査委員会現地拠点での深夜取材
事故調査委員会は上野村役場隣の保健センター3階を拠点としていたが、立ち入り禁止にしているにもかかわらず、報道陣は連日深夜まで3階の拠点に殺到し調査官の睡眠を妨害することとなった。
遺体検視所の覗き見
一部の記者は藤岡市市民体育館の窓枠を登ったり、近くのNTTの鉄塔から望遠レンズで中を盗み撮りしようとしたため、体育館の暗幕を閉めざるを得なかったという。よって体育館内の温度は40度にもなり、検視活動がより過酷なものとなった。
病院への不法侵入
入院治療している生存者に接触を図るため生存者の友人や親戚と偽ったり、白衣を着て医師を装うなど、記者が身分を偽って病室への侵入を試みる事案が後を絶たなかったという。更にはICUの向かいの病院新棟建設現場の足場を4階までよじ登った者や、病室から手術室へ移動する際に無理矢理写真を撮ろうとする者も居た。
遺族宅への不法侵入
ノンフィクション作家の門田隆将による『風にそよぐ墓標』によると、父母と妹が事故機に搭乗し中学生の息子が留守を預かる遺族宅の取材で、記者達は母と妹の遺体が収められた棺と共に勝手に家の中に上がり込み、記者の中には遺族の了承もなく棺の顔の扉を開けて遺体の写真を撮ろうとした者さえいたという。なお、『風にそよぐ墓標』は遺族の著作である『雪解けの尾根』からの盗用として門田と発行元の集英社が著作権侵害で提訴され、2015年に門田の敗訴が確定し絶版となった。

## 事故を題材にした作品など

### 小説
『沈まぬ太陽』
山崎豊子原作。1995年 - 1999年に週刊新潮で連載。連載中は日本航空での扱いを拒否される。2001年に単行本化。当時の日本航空をモデルとした架空の大手航空会社「国民航空」を舞台に、社内からの視点で航空会社の社会倫理を描いたフィクション作品。2009年に映画化。2016年にWOWOWにてテレビドラマ化。

第2編の「御巣鷹山編」において当事故をモデルとした「国航ジャンボ機墜落事故」が発生し、救援隊・遺族係へ回された主人公を中心に物語が進行する。一部実在者を含む遺族の姿がオムニバス形式で挿入されている一方、国民航空側の人物の一部については物語の構成においてフィクションとされるためにモデルとした実際の人物とはその人物像が異なることが指摘されている。
『クライマーズ・ハイ』
横山秀夫原作。2003年1月、『別冊文藝春秋』に掲載。当事故の報道における地元の新聞社の記者の苦悩を描いた作品。2005年にテレビドラマ化、2008年に映画化。

### テレビ番組
日本放送協会（NHK）
NHK総合テレビジョン
NHK特集『「墜落」―日航機事故調査報告―』
1985年12月15日放送。
NHKスペシャル『あの日を忘れないで～日航機墜落事故 遺族の20年』
2005年8月12日放送。
土曜ドラマ『クライマーズ・ハイ』
2005年12月10日・17日放送。2006年9月30日・10月7日再放送。2010年12月には日本映画専門チャンネルにて映画版とあわせて放送された。
NHKスペシャル『日航ジャンボ機事故 空白の16時間～“墜落の夜”30年目』
2015年8月1日放送。行政機関が保有している墜落事故に関する情報を『情報公開制度』を利用し、なぜ墜落場所の特定が混乱したのか、事故報告書で不明とされた部分を、NHKの独自取材をもとに検証・構成した。遺族の1人である吉田由美子の母親が登場し、墜落地点特定までの長野県南佐久郡川上村での目撃証言や、墜落場所とされた御座山に関する情報錯綜を検証した。
NHK BSプレミアム
アナザーストーリーズ 運命の分岐点『日航機墜落事故 命の重さと向き合った人々』
2015年8月12日放送。事故当時に日本赤十字社の看護婦で救護に携わった人物、事故機の現場写真を掲載した上毛新聞社のカメラマン、遺族と元警察官に、初めてテレビカメラの前に立った人達が登場した。なお、この回の放送は、総合テレビで、2021年8月14日に放送された。
日本テレビ
NNNドキュメント『ドキュメント05.「あの夏…御巣鷹山・日航機墜落それぞれの20年」』
2005年8月15日（14日深夜）放送。事故から20年。犠牲者の遺族、上野村の人々、日航社員、事故をきっかけに生まれた出逢いを一年がかりで取材した。
NNNドキュメント『ドキュメント.「夏空の墓標　あの日、御巣鷹の尾根で」』
2014年9月1日（8月31日深夜）放送。2014年の夏、航空業界を目指す東洋大学の大学生たちが、御巣鷹の尾根への登山を試みた。一方で高齢で慰霊登山を断念する遺族もいる。彼らの姿を通して事故を振り返る。
ザ!世界仰天ニュース
『若いカップルを引き裂いたJAL123便～日航機事故で引き裂かれた純愛～』
2015年12月2日放送。当時佐渡ヶ嶽部屋所属の三段目の大相撲力士の琴天旭博且が本件事故で交際していた女性を失う悲劇について描かれた。
『520人が犠牲日航ジャンボ機墜落事故・・・突然爆発音と運命の32分間』
2023年11月14日放送。元JAL所属の機長に話を聞き、123便の事故で対応策を学んだユナイテッド航空232便の着陸について描かれた。
『羽田発JAL123便墜落事故・・・操縦不能の真実とは』
2024年10月1日放送。
TBS
スーパーフライデー特別編『ボイスレコーダー～残された声の記録～ジャンボ機墜落20年目の真実』
2005年8月12日放送。機長夫人や原因究明に奔走する先輩機長・藤田日出男（演・竹中直人）から見た視点を中心に、事故発生からボイスレコーダー公開に至るまでの経緯について描かれた。
『8.12日航ジャンボ機 墜落事故30年の真相』
2015年8月12日放送。TBSが独自に取材した生存者や親族の証言などをもとに、再現ドラマとドキュメンタリーの2部構成で送った。
テレビ東京
坂本九没後20年ドラマスペシャル『上を向いて歩こう 坂本九物語』
2005年8月21日放送。
フジテレビ
ザ・ノンフィクション『15年目の検証』
2000年11月19日放送。ノースダコタ大学航空学科での実験を通じた急減圧発生への疑問、カナダ・セレリス社のデジタル音声分析による公式報告書への疑問（記載されたボイスレコーダの「オールエンジン」というフレーズが実は「ボディギア」ではないかと分析）を放映し、さらに事故調査委員会の委員の中にボーイング747の操縦経験者が一人もいなかったことを指摘した。
金曜エンタテイメント特別企画『8・12日航機墜落事故 20年目の誓い～天国にいるわが子へ～』
2005年8月12日放送。2007年12月15日一部地域で再放送。甲子園での高校野球を観戦するため1人で搭乗して死亡した、当時小学3年生の男児の母親で、後の遺族会「8・12連絡会」事務局長・美谷島邦子（演・原田美枝子）から見た視点で描かれている。また合間には、東京航空交通管制部での対応や生存者をスクープしたフジテレビカメラマンの話も実録ドラマで描かれている。
『8.12日航機墜落30回目の夏 生存者が明かす"32分間の闘い"～ボイスレコーダーの"新たな声"』
2014年8月12日放送。よりオリジナルに近いボイスレコーダーの音声を、最新のデジタルリマスター機器で解析し、事故原因の再検証、また聞き取れず報告書で不明とされていた部分を元同僚パイロット「元機長・元航空機関士」とともに解説。そのほか、墜落時刻直前から墜落時刻の黙祷に合わせて現場から須田哲夫（事故直後も現場を取材）が生中継、さらに「事故を語るのはこれが最後」と言う生存者の証言に基づく再現ドラマも放送された。
ザ・ノンフィクション『今だから話せる妻の本音～日航機墜落事故から30年～』
2015年8月9日放送。
直撃!シンソウ坂上SP 日航機墜落事故33年目の真相
2018年8月16日放送。番組が4組の遺族に独自取材を行い、33年を経て初めて明かされる壮絶な人生をドラマ化。番組司会者の坂上忍が「8・12連絡会」事務局長・美谷島邦子と御巣鷹の尾根に登った。
WOWOW
ドラマWスペシャル『尾根のかなたに～父と息子の日航機墜落事故～』
2012年10月7日・14日放送。門田隆将の同名小説をドラマ化。
連続ドラマW『沈まぬ太陽』
2016年5月8日 ‐ 9月25日放送。同名小説のテレビドラマ化。
ナショナルジオグラフィックチャンネル
『メーデー!:航空機事故の真実と真相 シーズン3第3話 「OUT OF CONTROL」（邦題「御巣鷹の尾根」）』
客室乗務員とのやり取りや、酸素マスク着用の必要性を伝える航空機関士の呼びかけに、機長が応答せず酸素マスクもつけなかったことから、可能性の一つとして急減圧のために機長、副機長らに低酸素症による一時的な判断力の低下が起こったかもしれないと、ナレーションが解説している。
この番組では、シーズン4まではナレーションのみ日本語吹き替え、シーズン5からは全編日本語吹き替えを実施しているが、シーズン3のこの放送回のみ先行して全編吹き替えを実施して放送している。
『メーデー!：航空機事故の真実と真相 シーズン21第3話 「Pressure Point」（邦題「日本航空123便」）』
シーズン3第3話のリメイク版。
『衝撃の瞬間 シーズン6第5話 「TERRIFIED OVER TOKYO」（邦題「日本航空123便墜落事故」）』
本内容は「事故を検証」する観点で作成されたため、上記「メーデー!」とは内容が異なった。また、この放送では、本便に搭乗し死亡した坂本九の妻である柏木由紀子と当時陸上自衛隊隊員だった男性のインタビューも放送された。
『衝撃の瞬間 特別編「小さなミス」』
『日曜大惨事ファイル』
ディスカバリーチャンネル
『エアクラッシュ2 点検の不備』
上記「ナショジオ」の「メーデー!…」とは、操縦席等機内の再現VTRの内容が若干異なっている。

### 映画
『コミック雑誌なんかいらない!』
1986年公開。
『御巣鷹山』
2006年公開。渡辺文樹監督作品。自主制作のフィクション。上野村をはじめ全国で上映会。
『クライマーズ・ハイ』
2008年7月公開。同名小説の映画化。2012年8月には衛星劇場で放送された後、2015年の第28回東京国際映画祭「原田眞人の世界」で劇場再上映され、更に2016年8月12日夜には日本映画専門チャンネルでも放送された。
『沈まぬ太陽』
2009年10月公開。同名小説の映画化。

### 写真集
『4/524』
小平尚典作。1991年。事故現場で撮影したカメラマンによるフォト・ドキュメント。日米同時に刊行された。

### 漫画
『御巣鷹山の暑い夏』
小林源文作。自衛隊による事故現場処理の様子を描いたドキュメンタリー形式の劇画で雑誌『PX MAGAZINE』に掲載。『ストライク アンド タクティカル マガジン』2007年11月号にp. 36のセルフリメイクで再掲載。2010年4月単行本化。

### 演劇
『赤い鳥逃げた…』
劇団離風霊船が1986年に初演。1988年、1989年、1995年、2005年に再演。物語は、事故の生存者と同じ事故に遭ったが自らの死を受け入れられない生存者の家族を軸にしており、役名も実際の生存者の名前を使っている。またラストでは生存者の1人が語ったとされ、メディアでも取り上げられた証言が一言も変えずに使われている。タイトルは、本事故とほぼ同時期にヒットしていた中森明菜の楽曲である「ミ・アモーレ」の異名同曲異歌詞である「赤い鳥逃げた」と当時日本航空の旅客機に描かれていた「鶴丸」に掛けている。
『8・12（はってんいちに）』
「劇団裏長屋マンションズ」の座長である赤塚真人が、同事故で親友を失った事実を基に書き下ろした作品。2004年に初演、事故後20年の節目となった翌年には続編（第二章）が上演され、2008年「8・12 ～絆～」として再演される。物語は、父親との確執を抱えたまま事故機に搭乗した青年の思いを軸に、実在したクラブハウスを舞台に描かれる。同劇団では、作品の上演にあたり毎年御巣鷹山への慰霊登山を実施しているという。
『8・12～白球～（はってんいちにはっきゅう）』
「劇団裏長屋マンションズ」が、事故から30年を期して2015年初演。同事故で親友を失った座長・赤塚真人が原作、原案。当時、夏の甲子園に出場を果たした息子と、その応援のために123便に搭乗して遭難した元プロ野球選手でもある父親の実話をモチーフに描いた、『8・12』シリーズの新編。来世へと旅立った父親が、自分の年齢になった息子に会うために、現世に舞い戻るというストーリーである。
『CVR チャーリー・ビクター・ロミオ』
実際に発生した航空事故のCVRを再現した舞台演劇作品。そのうちのひとつが本事故。1999年アメリカ合衆国で初演。日本では燐光群によって2002年に初演。
『操縦不能 UNCONTROLLABLE』
2010年初演。由木事務所。
『ナイス・エイジ』
2000年初演。演劇ユニットナイロン100℃による上演。
『フェイクスピア』
2021年上演。NODA・MAP 第24回公演として上演。ラストシーンにボイスレコーダーに記録された墜落までのシーンを再現。

### 音楽
「RAMP IN」「SONG FOR YOU」
1985年11月発売のアルバム『T's BALLAD』に収録された角松敏生の楽曲。歌詞カードには「RAMP IN」が“Dedicated to the stewardesses of JAL 123（JAL123便に乗務していた客室乗務員に捧げる）”、「SONG FOR YOU」が“Dedicated to the souls of the passsengers of JAL 123（JAL123便の乗客の魂に捧げる）”とそれぞれ記載された。また「RAMP IN」は1993年発売のベスト・アルバム『1981-1987』に完全リテイクで再収録。ライナーノーツには改めて“'85年に起きた航空機事故の乗員乗客に捧げた”と記載された。
「Last Flight」
角松敏生の楽曲。2003年発売のシングル「君のためにできること」のカップリング曲として発表。その後アルバム『Summer 4 Rhythm』に収録。
『ライゼ・ライゼ ～南船北馬～』
2004年発売のドイツのインダストリアル・メタルバンド・ラムシュタインのアルバム。
テーマの一つに当該事故が含まれている。1曲目の0秒から巻き戻すと、隠しトラックとして当該事故のコックピットボイスレコーダーの音声を聴くことができる。また、同アルバム収録曲「Dalai Lama（ダライ・ラマ）」は航空事故とゲーテの詩『魔王』を組み合わせた楽曲となっている。
ドイツ盤・米国盤のアルバムジャケットはブラックボックスを意識したデザインになっているが、2005年に発売された日本盤では配慮のためか、ジャケットが変更されている。

## 類似事故・事件
JAL123便墜落の主原因とされる「圧力隔壁の損壊・急減圧・油圧配管の破断・垂直尾翼（方向舵）の損傷」に関する類似事故事件。
|                                              | 事故年 | 機種                             | 原因 | 結果                                                  |
| -------------------------------------------- | ------ | -------------------------------- | --- | ----------------------------------------------------- |
| パンアメリカン航空845便離陸衝突事故          | 1971年 | ボーイング747-100                | 離陸時に主脚を進入灯に接触させ、4本の油圧系統のうち床下を走る3本を破断。                                                      | 緊急着陸に成功                                        |
| 英国欧州航空706便墜落事故                    | 1971年 | ビッカース ヴァンガード          | 圧力隔壁が腐食により破壊され急減圧が発生。風圧によって外壁が吹き飛ばされ水平尾翼も崩壊。                                      | 空中分解し、地上に墜落                                |
| アメリカン航空96便貨物ドア破損事故           | 1972年 | マクドネル・ダグラス DC-10       | 貨物ドアの欠陥による急減圧が原因で、方向舵、昇降舵、第2エンジンがほぼ操作不能になった。補助翼とエンジン出力の操作で機体制御。 | 緊急着陸に成功                                        |
| ナショナル航空27便エンジン破損事故           | 1973年 | マクドネル・ダグラス DC-10-10    | 第3エンジンが破損、破片の一つが客室の窓を破壊し急減圧が起こる。                                                               | 乗客1名が吸い出されたが、緊急着陸は成功               |
| トルコ航空DC-10パリ墜落事故                  | 1974年 | マクドネル・ダグラス DC-10       | 上昇中に貨物室ドアが脱落し急減圧が発生。全油圧系統を損失し操縦不能に。                                                        | 乗客6名が座席ごと吸い出され、墜落                     |
| サウディア162便機体破損事故                  | 1980年 | ロッキードL-1011トライスター     | 部品の劣化により車輪が破裂。機体下部の隔壁に穴が開き急減圧が発生。                                                            | 乗客2名が吸い出されたが、緊急着陸は成功               |
| 遠東航空103便墜落事故                        | 1981年 | ボーイング737                    | 圧力隔壁の腐食によって貨物室が客室の与圧に耐えられなくなり外板が破壊。                                                        | 空中分解し、山中に墜落                                |
| タイ航空機爆発事件                           | 1986年 | エアバスA300-600                 | 乗客が持ち込んだ手榴弾が機体後部で爆発、圧力隔壁が破損し急減圧が発生。油圧3系統のうち2系統を損失。                            | 緊急着陸に成功                                        |
| アロハ航空243便事故                          | 1988年 | ボーイング737-200                | 胴体に無数の疲労亀裂があり、飛行中に胴体前方上部が分離、急減圧が発生。                                                        | CA1名が吸い出されたが、緊急着陸は成功                 |
| ユナイテッド航空811便貨物ドア脱落事故        | 1989年 | ボーイング747-122                | 機体の右前部貨物ドアのロックがひとりでに解除。ドアが開き脱落、急減圧が発生。                                                  | 乗客9名が吸い出されたが、緊急着陸は成功               |
| ユナイテッド航空232便不時着事故              | 1989年 | マクドネル・ダグラス DC-10       | 尾部エンジンの欠陥により破壊。全油圧系統損失。                                                                                | 緊急着陸時に大破・炎上                                |
| ブリティッシュ・エアウェイズ5390便不時着事故 | 1990年 | BAC 1-11・528FL                  | 不適切に装着された操縦席の窓ガラスが吹き飛び急減圧が発生。                                                                    | 機長の体のほとんどが吸い出されたが緊急着陸に成功      |
| フィリピン航空434便爆破事件                  | 1994年 | ボーイング747-200B               | テロリストの爆弾で床に穴が開き方向舵の操作が困難になった。左右エンジン出力の操作で機体制御。                                  | 緊急着陸に成功                                        |
| アメリカン航空587便墜落事故                  | 2001年 | エアバスA300-600R                | 離陸直後、副操縦士が方向舵の過剰操作により垂直尾翼が脱落し、操縦不能に。                                                      | 空中分解し墜落                                        |
| チャイナエアライン611便空中分解事故          | 2002年 | ボーイング747-200                | 機体の不完全な修理のために起きた金属疲労により、飛行中に機体の破壊が生じた。                                                  | 空中分解し墜落                                        |
| ノースウエスト航空85便緊急着陸事故           | 2002年 | ボーイング747-400 （-400初号機） | 下部方向舵が動かなくなり機体制御が困難に陥る。操縦桿と左右エンジン出力の操作で機体制御。                                      | 緊急着陸に成功                                        |
| DHL貨物便撃墜事件                            | 2003年 | エアバスA300                     | テロリストが貨物機を狙撃したことで全油圧系統損失。左右エンジン出力の操作で機体制御。                                          | 緊急着陸に成功                                        |
| ヘリオス航空522便墜落事故                    | 2005年 | ボーイング737-300                | 与圧システムの異常による急減圧で操縦士が死亡。                                                                                | 燃料切れにより墜落                                    |
| サウスウエスト航空2294便事故                 | 2009年 | ボーイング737-3H4                | 胴体外板の金属疲労亀裂が原因で急減圧が発生。                                                                                  | 緊急着陸に成功                                        |
| ナショナル・エアラインズ102便墜落事故        | 2013年 | ボーイング747-400BCF 改造貨物機  | 積荷の軍用車が荷崩れを起こし圧力隔壁・油圧系統の一部と昇降舵の油圧ジャッキを破壊。                                            | 操縦不能に陥り墜落                                    |
| サウスウエスト航空1380便エンジン爆発事故     | 2018年 | ボーイング737-700                | 左エンジンが破損し断片が客室窓ガラスを破壊。急減圧が発生。                                                                    | 乗客1名の上半身が吸い出され死亡したが、緊急着陸は成功 |
| 四川航空8633便不時着事故                     | 2018年 | エアバスA319-100                 | フロントガラスのシールが湿気によって損傷し破裂、急減圧が発生。                                                                | 副操縦士の上半身が吸い出されたが、緊急着陸は成功      |
| アラスカ航空1282便緊急着陸事故               | 2024年 | ボーイング737MAX-9               | 離陸後、上昇中に左側面非常ドアが突如飛散し、急減圧が発生。                                                                    | 緊急着陸に成功                                        |

### その他の原因別事故・事件
原因別の航空事故を参照

### 事故調査報告書 出典
事故調査報告書
1. 1 2 3 4 5 6  報告書 1987, pp. 6–8 (2.1 飛行の経過)
2. 1 2  報告書 1987, p. 128 (4.2 原因)
3. 1 2  報告書 1987, pp. 17–19（2.7 航空機に関する情報）
4. ↑  報告書 1987, pp. 101–104（3.2.2 昭和53年大阪国際空港における事故による損壊の修理作業並びにその後の事故機の運航および整備点検について）
5. 1 2 3 4  報告書 1987, pp. 14–17 (2.6 乗組員に関する情報)
6. ↑  報告書 1987, p. 24（2.12 客室乗務員の対応に関する情報）
7. ↑  報告書 1987, p. 114（3.2.7 異常事態における運行乗務員の対応）
8. ↑  報告書 1987, pp. 117–118（3.2.7.5 その他の対応）
9. 1 2 3  報告書 1987, pp. 8–9 (2.3 墜落現場の状況)
10. ↑  報告書 1987, pp. 77–83 (3.1.7 DFDRに基づく事故機の飛行状況及び飛行経路について（関係資料付録6）)
11. ↑  報告書 1987, pp. 81–83 (3.1.7.4 DFDRによる墜落直前の飛行状況の推定)
12. 1 2 3 4 5 6 7 8  報告書 1987, pp. 25–28 (2.14 人の生存、死亡又は負傷に関係ある捜索、救難及び避難に関する情報)
13. ↑  報告書 1987, pp. 24–25 (2.13 医学に関する情報)
14. ↑  報告書 1987, pp. 121–122 (3.2.10 乗員・乗客の死傷についての解析)
15. ↑  報告書 1987, pp. 63–64 (2.16.8 放射性物質に関する調査)
16. ↑  報告書 1987, p. 3 (1.2 航空事故調査の概要)
17. ↑  報告書 1987, pp. 13–14 (2.4.4 海底浮遊残骸の揚収等)
18. ↑  報告書 1987, p. 14 (2.4.5 飛行経路下（陸地）から回収された残骸)
19. ↑  報告書 1987, pp. 70–71 (3.1.2.5 フラッタ及びダイバージェンスに関する検討)
20. ↑  報告書 1987, p. 63 (2.16.7 爆発物等に関する調査)
21. ↑  報告書 1987, p. 8 (2.2 人の死亡、行方不明および負傷)
22. ↑  報告書 1987, p. 141 (付図-5 胴体ステーション及び座席配置図)

事故調査報告書 別添
1. ↑  報告書 1987, pp. 257–258（別添3.2.2 S位置化粧室不具合の調査）
2. 1 2 3 4 5 6  報告書 1987, pp. 309–343（別添6 CVR記録）

事故調査報告書 (付録)
1. ↑  報告書（付録） 1987, pp. 95–130 (付録6 DFDRに基づく事故機の飛行状況及び飛行経路について)
2. ↑  報告書(付録) 1987, pp. 3–21 (付録1 後部圧力隔壁破壊の解析のための試験研究)
3. ↑  報告書(付録) 1987, pp. 23–46 (付録2 垂直尾翼破壊の解析のための試験研究)
4. ↑  報告書(付録) 1987, pp. 47–52 (付録3 APU防火壁付近の強度解析)
5. ↑  報告書(付録) 1987, pp. 53–85 (付録4 後部圧力隔壁からの与圧空気の流出の数値計算による検討)
6. ↑  報告書(付録) 1987, p. 145 (付録7 付表-6 緊急着水のための最適操作)
7. ↑  報告書(付録) 1987, pp. 131–156 (付録7 事故機の飛行シミュレーション試験)
8. ↑  報告書(付録) 1987, pp. 207–213 (付録12 目視点検による亀裂の発見について)
9. ↑  報告書(付録) 1987, pp. 73–74 (付録4 付図-4 (b)客室、コクピット温度変化)
10. ↑  報告書(付録) 1987, pp. 91–92 (付録5 付図-1 DFDR拡大図)

事故調査報告書についての解説
1. 1 2 3 4 5 6  解説 2011, p. 19 (表3 各航空機の測位結果)
2. ↑  解説 2011, pp. 18–20 (9. 捜索救難)
3. ↑  解説 2011, p. 26 (11.その他)
4. ↑  解説 2011, pp. 2–3 (2.最近の急減圧の事例)
5. 1 2  解説 2011, pp. 5–9 (4.風の強さについての説明)
6. ↑  解説 2011, pp. 9–11 (5.温度の説明)
7. ↑  解説 2011, pp. 11–14 (6.低酸素症とパイロットが酸素マスクを着けなかった理由)
8. 1 2  解説 2011, p. 16 (8.その他の要因が関与した可能性について)

### 事故調査報告書
- 『62-2-JA8119 日本航空(株)所属 ボーイング 747SR-100型 JA8119 群馬県多野郡上野村』運輸省航空事故調査委員会、1987年6月19日。全国書誌番号:87051796。
- 『62-2-JA8119（航空事故調査報告書付録）日本航空(株)所属 ボーイング 747SR-100型 JA8119 群馬県多野郡上野村（JA8119に関する試験研究資料）』運輸省航空事故調査委員会、1987年6月19日。
- 『日本航空123便の御巣鷹山墜落事故に係る航空事故調査報告書についての解説』運輸安全委員会、2011年7月29日。
- 柳田邦男『この解説書の大きな意義 ～納得感のある開かれた事故調査への一歩～』運輸安全委員会、2011年7月。

### 勧告、建議
- “航空機の耐空性確保に関する勧告”.   運輸省航空事故調査委員会 (1987年6月19日). 2020年5月12日閲覧。
- “日本航空株式会社所属ボーイング式747SR－100型JA8119の航空事故に係る建議”.   運輸省航空事故調査委員会 (1987年6月19日). 2020年5月12日閲覧。

### 公式記録
- 群馬県総務部消防防災課 編『日航123便墜落事故対策の記録』群馬県、1986年3月。全国書誌番号:86051691NDLJP:9673080。
- 日本赤十字社振興部報道課 編『救護体験記 : 85・8・12日航機墜落事故現場から』日本赤十字社、1986年。全国書誌番号:99015336。

### 書籍
- 加藤寛一郎（航空工学者・東京大学名誉教授）
  - 『壊れた尾翼　日航ジャンボ機墜落の真実』講談社〈講談社＋α文庫〉、2004年6月20日（原著1987年）。ISBN 9784062568548。（原著 技報堂出版 ISBN 9784765543378）
  - 『爆発JAL123便―航空機事故、複雑怪奇なり』大和書房〈だいわ文庫〉、2006年6月15日。ISBN 9784479300335。
- 杉江弘（元日本航空機長）
  - 『機長の「失敗学」』講談社、2003年4月21日。ISBN 9784062118002。
  - 『747ジャンボ物語』JTBパブリッシング〈キャンブックス〉、2016年8月1日。ISBN 9784533113192。
  - 『JAL123便墜落事故 自衛隊&米軍陰謀説の真相』宝島社、2017年12月8日。ISBN 9784800278456。

- 藤田日出男（元日本航空副操縦士・航空ジャーナリスト）
  - 『隠された証言―JAL123便墜落事故』新潮社、2003年8月。ISBN 4-10-462001-7。文庫版　2006年8月。ISBN 4-10-129351-1。
  - 『あの航空機事故はこうして起きた』新潮社、2005年9月。ISBN 978-4-10-603556-2。

- 河村一男（元群馬県警察本部長）
  - 『日航機墜落―123便、捜索の真相』イーストプレス、2004年8月1日。ISBN 9784872574487。
  - 『日航機遺体収容―123便、事故処理の真相』イーストプレス、2005年7月1日。ISBN 9784872575743。
- 飯塚訓（元群馬県警察高崎警察署身元確認班長）
  - 『新装版 墜落遺体 御巣鷹山の日航機123便』講談社〈講談社+α文庫〉、2015年6月23日（原著1998年）。ISBN 9784062816007。（原著 ISBN 9784062092593）
  - 『新装版 墜落現場 遺された人たち 御巣鷹山、日航機123便の真実』講談社〈講談社+α文庫〉、2015年7月23日（原著2001年5月30日）。ISBN 9784062816014。 （原著 ISBN 9784062107464）
- 朝日新聞社会部 編『日航ジャンボ機墜落―朝日新聞の24時』朝日新聞社〈朝日文庫〉、1990年8月1日（原著1985年12月）。ISBN 9784022606068。（原著）ISBN 9784022554413
- 鶴岡憲一、北村行孝（元読売新聞記者）
  - 鶴岡憲一、北村行孝『悲劇の真相―日航ジャンボ機事故調査の677日』読売新聞社、1991年7月17日。ISBN 9784643910599。
  - 北村行孝、鶴岡憲一『日航機事故の謎は解けたか 御巣鷹山墜落事故の全貌』花伝社、2015年8月12日。ISBN 9784763407498。
- 堀越豊裕（共同通信社本社外信部次長）『日航機123便墜落 最後の証言』平凡社〈平凡社新書〉、2018年7月13日。ISBN 9784582858853。
- 吉岡忍（ノンフィクション作家）『墜落の夏―日航123便事故全記録』新潮社〈新潮文庫〉、1989年7月27日（原著1986年8月）。ISBN 9784101163116。（原著 ISBN 9784103630012）
- 門田隆将（ノンフィクション作家）『風にそよぐ墓標―父と息子の日航機墜落事故』集英社、2010年8月5日。ISBN 9784087805765。
- 美谷島邦子（遺族、8・12連絡会事務局長）『御巣鷹山と生きる―日航機墜落事故遺族の25年』新潮社、2010年6月1日。ISBN 9784103254218。

- 川北宇夫（遺族）『墜落事故のあと』文藝春秋、1992年3月1日。ISBN 9784163462103。

- 遠藤信介『航空機構造破壊』公益社団法人日本航空技術協会、2018年1月31日。ISBN 9784902151930。